# M-1グランプリ
『M-1グランプリ』（エムワングランプリ）は、吉本興業と朝日放送テレビ（ABCテレビ）が主催する漫才コンクール。通称は『M-1』。

## 概要
島田紳助と谷良一が企画し、吉本興業と朝日放送（現：朝日放送テレビ）が2001年に創設した、「結成10年未満」の若手漫才師たちを対象とした大会である。2003年から出場資格が「結成10年以内」となり、2010年で一旦終了したが2015年に復活し、その際に出場資格が「結成15年以内」に拡大された。
審査基準は「とにかくおもしろい漫才」。開始当初、出場資格を「結成10年未満」としたのは、若手漫才師の大会にするという理由のほかに「10年芸人を続けても3回戦に進めないようなら、見切りを付けて他の道に進んだほうが本人にとっては幸せである」という島田紳助の考えによるものである。ただし、出場資格は年齢ではなくコンビ（グループ）としての活動期間が基準であるため、メンバーの芸歴は問われず、錦鯉などのように芸歴20年以上のベテラン芸人でも出場は可能である。
演出やステージは第1回（2001年）から一貫して格闘技の試合を参考にしており、『M-1』という大会名は『K-1』が由来である。第5回（2005年）から決勝戦会場がテレビ朝日本社に変わったことで、赤やオレンジを基調にした派手なステージとなり、煽りや演出も派手になった。
「優勝賞金1000万円」、「決勝戦は全国ネットのゴールデン枠で生放送」、「全国から参加者を募る」、「他事務所の芸人の参加も認める」など、開始当時としては前例の無い大規模な漫才のコンテストであった。回を重ねるごとに注目度が増しており、現在では優勝者が決定した直後にYahoo! JAPANなど各種ポータルサイトではトップニュースとして扱われているほか、朝日放送テレビやテレビ朝日以外の放送局を含むニュース・情報番組や年末年始に放送されるバラエティ番組などからの出演依頼がマネージャーや所属事務所に殺到するほどである。また、優勝しなくても本大会決勝戦への進出を契機にブレイクしたコンビも多い。評論家のラリー遠田は『M-1』以前にも「お笑い賞レース」や「ネタバトル番組」は多数制作されてきたと述べた上で、「視聴率、話題性、影響力を総合して考えると、現在の『M-1』ほどの成果をあげているお笑い賞レース番組はテレビの歴史上存在しない」と評している。
「規定時間」「審査員による採点」という要素から『M-1』における漫才の形式を「競技漫才」と例えられることもしばしばあり、スポーツ専門誌である『Sports Graphic Number』でも特集が組まれたことがある。
第10回（2010年）まではオートバックスセブンが特別協賛（冠スポンサー）であり、正式名称は『オートバックス M-1グランプリ』であった。2015年に復活してからは4社による「プレミアムスポンサー」の協賛体制となっている。

## 歴史

### 発端
2001年初頭、吉本興業の常務取締役（当時）の木村政雄は、漫才の賞を吉本興業主催で作ることを目的とした新部署「MANZAIプロジェクト」のリーダーとして、吉本興業の社員（当時）の谷良一を任命した。ある日、谷は島田紳助の楽屋を訪ね「MANZAIプロジェクト」について話すと、紳助は好意的に反応し「漫才に恩返しをしたい」と語った。後日、谷が改めて会いに行くと、紳助は賞金を1000万円にすることと全国ネットのゴールデンで放送することを提案した。この時点で『M-1グランプリ』という大会名を含め、大会の骨子はほぼ出来上がっていたという。吉本興業としては、B&Bやツービート、横山やすし・西川きよしのような、かつての漫才ブームを牽引した実力者を発掘したいという思いがあった。
2001年5月19日に『THE MANZAI 2001ヤングライオン杯』が『THE MANZAI』のスピンオフ企画として、関東ローカルで放送された。谷はフジテレビなどのキー局に企画を持ちかけたが全く相手にされず、スポンサー探しも難航し、大企業どころか中小企業も相手にしてくれなかった。そんな中、オートバックスセブンの2代目社長である住野公一は谷の話を聞き入れ、最終的にオートバックスセブンは『M-1』の冠スポンサーとなった。そして朝日放送（現・朝日放送グループホールディングス）からテレビ朝日に出向していた和田省一と朝日放送の働きかけで、年末の全国ネットゴールデン枠に『M-1グランプリ』をテレビ朝日系列で中継することが決定した。
谷は『M-1』を事務所・地域に関係なく公平な大会にしたいと考え、難波の有名ビアレストランに松竹芸能など関西の芸能事務所の関係者を招待し、東京の芸能事務所にも100社以上に電話をかけて参加を呼びかけた。
『M-1』は従来の漫才コンクールとは違い、アマチュアの参加も認めたことで最終的に1000通を超える応募が集まった。優勝者を決める審査員には紳助と西川きよしの2人が決まっており、他の顔ぶれもスタッフの尽力で決定する中、谷がどうしても審査員に据えたかった松本人志（ダウンタウン）はなかなか許諾しなかったが、最終的に紳助がテレビ番組『松本紳助』の楽屋で松本を説得したことで出演を了承したという。

### セットのリニューアルから一時終了まで
第1回（2001年）の平均視聴率は関西地方が21.6%だったが、関東地方は9.0%だった。第2回（2002年）から『M-1』に参加し、第3回（2003年）から第9回（2009年）までプロデューサーを務めた朝日放送（当時）の森本茂樹は、視聴率について「当時はゴールデンなら最低10%、欲を言えば15%。テレ朝も『いつまで続けるのか』というムードになると思っていた」と語っている。その後も毎年予選を行い年末に決勝戦を放送したが、関東視聴率は10 - 11%でほぼ横ばいだった。
『M-1』の成功と存続のために、「関東視聴率15％」は至上命題だった。第4回（2004年）終了後、森本は編成局長（当時）の山本晋也から「セットに金をかけてほしい」と言われ、森本は決勝戦会場をテレビ朝日本社第1スタジオへ変更することを提案した。それまでは地下闘技場のように会場を暗めにしていたが、第5回（2005年）からは赤とオレンジの煌びやかなセットとなり、出場者が舞台中央からせり上がりで登場するようになった。総合演出（当時）の辻史彦は、第5回（2005年）のセットについて「ラスベガスで漫才ショーをやるとしたら、というのを想像して作った」と語っている。
第10回（2010年）の準決勝終了後、主催の吉本興業と朝日放送は『M-1』の開催をこの大会で終了することを発表した。大会終了の理由として、吉本興業は「10年の節目をもって発展的解消することが次に繋がる」と説明している。紳助は決勝戦後の会見で、「若手から大量に苦情が来たからまた違う形で」と後継大会の開催を示唆し、終了する理由については「10年で終わらせないと盛り下がっていく」と語っている。その言葉通り、2011年4月26日に後継プロジェクトとして、フジテレビ系列で『日清食品 THE MANZAI』が開催されることが決定した。

### 5年ぶりの復活、「国民的行事」へ
2014年7月30日、朝日放送の脇阪聰史社長（当時）が2015年に『M-1』を5年ぶりに復活させることを発表。当初は『THE MANZAI』との重複を避けるため夏の開催を予定していたが、賞レースとしての『THE MANZAI』の終了により復活前と同じく12月の開催となった。『THE MANZAI』は2015年から『THE MANZAI プレミアマスターズ』に番組タイトルを変更し、「年に1度の漫才の祭典」として賞レースの要素を省いたいわゆる「ネタ見せ番組」として継続している。
第14回（2018年）では霜降り明星が史上最年少優勝記録を更新。第15回（2019年）からチーフプロデューサーとなった朝日放送テレビの田中和也は霜降り明星の優勝について、「“史上最年少優勝”ということももちろん大きいですけど、彼らの世代、すなわち結成10年以内のコンビでも勝てるんだということが証明されたのが大きいですよね」と語り、『M-1』の歴史において重要な出来事だと評した。
第16回（2020年）では激戦の末にマヂカルラブリーが優勝したが、彼らが最終決戦で披露したネタが野田クリスタルがほぼ無言で舞台を動き回るものだったため、一部の視聴者からSNSなどで「あれは漫才なのか」との声が上がり、“漫才論争”が起こった。松本は2020年12月27日放送のワイドナショーで「漫才の定義は基本的にない」としながら、「定義をあえて設けて、裏切ることが漫才」と語り、この発言は『M-1グランプリ2021』のオリジナルプロモーションビデオ「宮本浩次『昇る太陽』×M-1グランプリ2021」の中でも引用されている。また、朝日放送テレビの山本晋也社長も、2021年1月19日の新春社長記者会見で肯定的な意見を述べている。

## 参加規定

### 出場資格
出場資格は「結成15年以内」で、1名（ピン）での出場は不可。3人以上のグループでも出場は可能だが、大半は2人組（コンビ）のため、以下の記述では便宜上「コンビ」に統一する。
個人の芸歴、所属事務所、プロ・アマチュアの制限はないため、結成年数の資格さえ満たしていれば、アマチュアやプロ同士の即席ユニットも出場できる。併願エントリーでの出場も可能。
プロとしての活動休止期間は、結成年数から除く。これによりジャリズムは1991年結成であるが、結成7年の1998年に解散したため、再結成した2004年は結成8年という扱いになり、第6回（2006年）まで出場権があった。また同じ例として、号泣は1996年結成であるが、結成12年の2008年に解散したため、再結成した2020年は結成13年という扱いになり、第18回（2022年）まで出場権があった。
養成所出身のコンビは、養成所在学期間が結成歴に含まれず養成所の卒業年度が結成年となる。これによりジャルジャルはNSC在学中の2002年に出場しているが、結成年は2003年となっており、ラストイヤーは2018年であった。また同じ例として、ハライチはワタナベコメディスクール在学中の2005年に出場しているが、結成年は2006年となっており、ラストイヤーは2021年であった。金属バットは長らく、公式サイト内で2006年4月結成とされていたが、2021年にNSC卒業年度の2007年4月結成に変更された。
同じグループ内のメンバーで即席ユニットを組んだ場合は、元のコンビとは別のコンビとして扱われる。これにより、2015年にラストイヤーを迎えた6人組グループ（当時）の超新塾は第12回（2016年）にメンバー4人で結成した「超新塾4/6」、2021年にラストイヤーを迎えたトリオのGAGは第18回（2022年）にメンバー2人で結成した「べじぽた」として、それぞれ結成0年扱いで出場した。なお、そのグループがシード権を保有していた場合はメンバーが異なるため元のコンビのシード権は認められない。
コンビ名を改名し、活動を再開したコンビは特例として改名した年から結成という扱いとなり出場できる場合がある。以下はその一例。
- 第3回（2003年）・第4回（2004年）で準決勝に進出したプー&ムー（旧コンビ名：ワンダラーズ）は1992年結成のためラストイヤーは2002年だが、活動再開した2002年に現コンビ名に改名したため出場が認められた。
- 第8回（2008年）で準決勝に進出したエルシャラカーニ（旧コンビ名：ザ・ニュース）は1997年結成のためラストイヤーは2007年だが、現コンビ名に改名したのは1999年のため特例として出場が認められた。
- トット（旧コンビ名：ハスキーボイス）はNSC大阪校27期生のため翌年の2005年結成で、ラストイヤーは2020年だが、2009年に再結成し現コンビ名に改名したため、2009年結成扱いとして第20回（2024年）まで出場権があった。
- ヨネダ2000は2018年に「ギンヤンマ」として結成し、その後トリオになったが、解散後に現在のコンビ名で再結成した2020年は結成0年とされた。

メンバーが人間だけではなくても出場可能で、猿まわし やロボット、バーチャルYoutuberといった出場例がある。過去には人間とハリネズミ 、人間と金魚のコンビといった出場例もあるが、完全に意思疎通のできない生物とのコンビは2022年頃からある程度規制されている。
アマチュアの定義は自己申告であり、フリー（プロだが事務所に所属していないコンビ）との境界は曖昧である。プロの芸人とアマチュアの即席コンビの場合においては多くが「アマチュア」で提出されているが、「○○（事務所名）/ アマチュア」と併記しているコンビもいる。アマチュア時代に準決勝進出経験のある学天即・ラランドらは、後にプロへと転向して大会に出場しているが、アマチュアで唯一決勝進出を果たした変ホ長調はアマチュアのまま出場した。
いわゆるしゃべくり漫才に限らず、コント・トーク・歌等の芸が許されている。また、ギター等多少の小道具であれば持ち込みは許されるが、第2回で審査員の松本人志がテツandトモのネタに対して「これを漫才ととっていいのかは難しい」と語っており、小道具の使用や漫才以外の芸は評価されにくい傾向がある。
ピンマイクは使用不可で、使えるのはセンターマイク1本のみ。ただし、スタッフが舞台下から指向性マイクを向けているので、センターマイクから多少離れていても問題はない。また、センターマイクを身長に合わせて上げたり下げたり、センターマイクを持って喋ることも可能である。

### ネタ時間
ネタの持ち時間は一部の回を除き、1回戦は2分、2回戦・3回戦は3分、準々決勝・準決勝・敗者復活戦・決勝戦は4分となっている。
予選では15秒超過すると終了時間の目安となるサイレンが鳴り、合わせて30秒超過すると爆発音と共に赤照明が点灯し、強制終了となる。強制終了になっても即失格にはならず、派手であるためサイレンや強制終了の演出を逆手に取り、インポッシブルやアマチュアのひでまん・しげまんのようにオチとして利用するコンビも存在する。
決勝戦では持ち時間を大きく過ぎてもカウントや爆発音が鳴ることはなく、それを理由に減点するかどうかは審査員の裁量次第である。第15回（2019年）で優勝したミルクボーイは、「暗黙の了解として5分くらいまでなら延びても大丈夫」と語っている。

## 大会期間・歴代優勝者
- 大会期間の最終日が決勝戦開催日および放送日。
- 所属事務所は出場当時[注 14]、△は敗者復活組、結成年の太字はラストイヤー。
- エントリー数は欠席による日程調整や、敗退後の再エントリーを別々に数える。
- 第1回（2001年）は特別審査員7名と一般審査員300名の合計点数（1000点満点）、第11回（2015年）および第20回（2024年）は審査員9名、第12回（2016年）は審査員5名、それ以外は審査員7名の合計点数・得票。

| 回 | 大会期間                | エントリー数 | コンビ名 所属事務所（当時）                                  | 決勝戦進出歴             | 結成年 | ファースト得点 通過順位 | 最終決戦 獲得票 |
| -- | ----------------------- | ------------ | ------------------------------------------------------------ | ------------------------ | ------ | ----------------------- | --------------- |
| 1  | 2001年 9月9日-12月25日  | 1603組       | 中川家 吉本興業                                              | -                        | 1992年 | 829 / 1000点 1位        | 6 / 7票         |
| 2  | 2002年 8月24日-12月29日 | 1756組       | ますだおかだ 松竹芸能                                        | 2年連続                  | 1993年 | 612 / 700点 2位         | 5 / 7票         |
| 3  | 2003年 8月30日-12月28日 | 1906組       | フットボールアワー 吉本興業                                  | 3年連続                  | 1999年 | 663 / 700点 1位         | 4 / 7票         |
| 4  | 2004年 9月4日-12月26日  | 2617組       | アンタッチャブル プロダクション人力舎                        | 2年連続 2回目            | 1994年 | 673 / 700点 1位         | 6 / 7票         |
| 5  | 2005年 9月3日-12月25日  | 3378組       | ブラックマヨネーズ 吉本興業                                  | 初進出                   | 1997年 | 659 / 700点 1位         | 4 / 7票         |
| 6  | 2006年 9月2日-12月24日  | 3922組       | チュートリアル 吉本興業                                      | 2年連続 3回目            | 1998年 | 664 / 700点 1位         | 7 / 7票         |
| 7  | 2007年 9月1日-12月23日  | 4239組       | サンドウィッチマン△ フラットファイヴ                         | 初進出                   | 1998年 | 651 / 700点 1位         | 4 / 7票         |
| 8  | 2008年 8月30日-12月21日 | 4489組       | NON STYLE よしもとクリエイティブ・エージェンシー             | 初進出                   | 2000年 | 644 / 700点 2位         | 5 / 7票         |
| 9  | 2009年 8月29日-12月20日 | 4629組       | パンクブーブー よしもとクリエイティブ・エージェンシー        | 初進出                   | 2001年 | 651 / 700点 2位         | 7 / 7票         |
| 10 | 2010年 8月21日-12月26日 | 4835組       | 笑い飯 よしもとクリエイティブ・エージェンシー                | 9年連続 9回目            | 2000年 | 668 / 700点 2位         | 4 / 7票         |
| 11 | 2015年 8月17日-12月6日  | 3472組       | トレンディエンジェル△ よしもとクリエイティブ・エージェンシー | 初進出 ノーシード        | 2005年 | 825 / 900点 2位         | 6 / 9票         |
| 12 | 2016年 8月1日-12月4日   | 3503組       | 銀シャリ よしもとクリエイティブ・エージェンシー              | 3大会連続 3回目          | 2005年 | 470 / 500点 1位         | 3 / 5票         |
| 13 | 2017年 8月1日-12月3日   | 4094組       | とろサーモン よしもとクリエイティブ・エージェンシー          | 初進出                   | 2002年 | 645 / 700点 3位         | 4 / 7票         |
| 14 | 2018年 8月1日-12月2日   | 4640組       | 霜降り明星 よしもとクリエイティブ・エージェンシー            | 初進出                   | 2013年 | 662 / 700点 1位         | 4 / 7票         |
| 15 | 2019年 8月1日-12月22日  | 5040組       | ミルクボーイ 吉本興業                                        | 初進出 ノーシード        | 2007年 | 681 / 700点 1位         | 6 / 7票         |
| 16 | 2020年 8月1日-12月20日  | 5081組       | マヂカルラブリー 吉本興業                                    | 3年ぶり 2回目            | 2007年 | 649 / 700点 2位         | 3 / 7票         |
| 17 | 2021年 8月1日-12月19日  | 6017組       | 錦鯉 SMA                                                     | 2年連続 2回目            | 2012年 | 655 / 700点 2位         | 5 / 7票         |
| 18 | 2022年 8月1日-12月18日  | 7261組       | ウエストランド タイタン                                      | 2年ぶり 2回目 ノーシード | 2008年 | 659 / 700点 3位         | 6 / 7票         |
| 19 | 2023年 8月1日-12月24日  | 8540組       | 令和ロマン 吉本興業                                          | 初進出                   | 2018年 | 648 / 700点 3位         | 4 / 7票         |
| 20 | 2024年 8月1日-12月22日  | 10330組      | 令和ロマン 吉本興業                                          | 2年連続 2回目            | 2018年 | 850 / 900点 2位         | 5 / 9票         |

### 優勝者に贈られる賞品
- 優勝トロフィー（優勝者の名が刻まれる）※第2回以降
- 優勝賞金1000万円（番組特製の1000万円の小切手）※コンビの場合、一人当たりの手取りは410万円[43][44][45]。

副賞
| 年              | オートバックスセブン                |
| --------------- | ----------------------------------- |
| 2001年          | カー用品券（100万円相当）、CM出演権 |
| 2002年 - 2005年 | カー用品券（100万円相当）           |
| 2006年 - 2010年 | カー用品券（100万円相当）、CM出演権 |

| 年     | Cygames                                             | 日清食品            | ファミリーマート                         | ユニクロ                            |
| ------ | --------------------------------------------------- | ------------------- | ---------------------------------------- | ----------------------------------- |
| 2015年 | グランブルーファンタジーの世界を感じる パラオ旅行券 | どん兵衛10種 10年分 | ファミマプレミアムチキン（骨付き）1000本 | 広告出演権と チャンピオンジャケット |

| 年     | Cygames                                           | サントリー                           | 日清食品                                                       | ファミリーマート                                                            |
| ------ | ------------------------------------------------- | ------------------------------------ | -------------------------------------------------------------- | --------------------------------------------------------------------------- |
| 2016年 | ハワイ旅行                                        | ザ・プレミアムモルツ 1年分           | 「M-1のどん」広告出演権                                        | ファミマプレミアムチキン（骨付き）100 kg                                    |
| 2017年 | 豪華ハワイ旅行                                    | -196℃ ストロングゼロ 1年分           | どん兵衛とファミチキ1年分ずつのポイントが入ったTポイントカード | どん兵衛とファミチキ1年分ずつのポイントが入ったTポイントカード              |
| 2018年 | イタリア・トリノ セリエA ユヴェントスFC観戦ツアー | -196℃ ストロングゼロ 1年分           | イタリアのキアニーナ牛と どん兵衛 1食分                        | ファミマプレミアムチキン（骨付き）100 kg                                    |
| 2019年 | 世界一の高みへ ドバイの旅                         | -196℃ ストロングゼロ 1年分           | 他3社と同程度の金額で考え中 →日清食品の商品 5年分              | ファミマプレミアムチキン（骨付き）1年分                                     |
| 2020年 | 佐賀牛 1頭分                                      | 新ストロングゼロ他 缶チューハイ1年分 | ど〜んと優勝記念像                                             | ファミマプレミアムチキン（骨付き）、 照焼ローストチキンレッグ あわせて1年分 |

| 年     | Cygames                                     | サントリー                         | セブン-イレブン                | 日清食品                                           |
| ------ | ------------------------------------------- | ---------------------------------- | ------------------------------ | -------------------------------------------------- |
| 2021年 | 佐賀牛 1頭分                                | ストロングゼロ他 缶チューハイ1年分 | 金のシリーズ4点セット 1年分    | お祝いセールの主役権& どん兵衛1年分                |
| 2022年 | 佐賀牛 1頭分                                | 打ち上げ用 すごいジョッキ          | 金のシリーズ×新王者決勝得点分  | 【東京〜大阪】1回だけヘリで行ける権& どん兵衛1年分 |
| 2023年 | ドライブイン鳥 とりセット1年分 ＋佐賀ご招待 | 王者の証 ストゼロ兜                | 金のシリーズ 5種×100個ずつ     | 年越しどん兵衛 100年分                             |
| 2024年 | ドライブイン鳥 とりセット1年分 ＋佐賀ご招待 | イチキューロク すごいジョッキ 2    | 金のシリーズ×新王者 決勝得点分 | どん兵衛 無課金1年食べ放題                         |

## 予選
1回戦は8月1日から全国各地で開催。その後は東京と大阪・京都の2地区に分けて2回戦・3回戦・準々決勝、第10回（2010年）からは東京で準決勝が開催される。
参加費（エントリー料）は1人1000円。エントリー用紙を提出し、確認作業が終わると各予選会場でA・B・C・D・E…とグループ分けされ、公式サイト上で発表される。出番順は完全なランダムではなく、1回戦〜3回戦では決勝戦・準決勝進出経験があるコンビが各グループのトリや最終グループの後半に配置される傾向がある。また、ロボット同士のコンビやバーチャルYouTuber同士のコンビなど特殊な出場者の場合も、スタンバイに時間がかかるため最終グループのトリに配置される。
1回戦敗退に終わった出場者のうち、第13回（2017年）から第19回（2023年）までは7月末までにエントリーしたコンビ、第20回（2024年）以降はエントリーNo.が3000以下のコンビに限り、規定のエントリー料を支払い再エントリーすることが可能。
2回戦では審議によって、敗退した芸人の中から数組が3回戦に進出する追加合格制度も行われている。また、3回戦で追加合格が発生する場合もある。

### シード権
- 第2回（2002年）
  - 前回大会の準決勝進出者は1回戦免除、決勝戦進出者は2回戦も免除。
- 第3回（2003年） - 第18回（2022年）
  - 前回大会の準決勝進出者は1回戦免除。
- 第19回（2023年） - 
  - 前回大会の準々決勝進出者は1回戦免除。
- 特例シード
  - 第6回（2006年）
    - 優勝経験者のフットボールアワーは1回戦免除。

  - 第16回（2020年）
    - 出場資格がある者の中で過去大会の準決勝進出経験者は1回戦免除[注 32]。

基本、シード権は翌年の大会のみ有効となっており、シード権を得た翌年の大会を欠場または準々決勝以前に敗退した場合はシード権が無効になる。ただし歴代の優勝コンビは優勝特典として出場資格がある間無期限でシード権を保持できる。また、シード権は同一メンバーであればコンビ名の変更や事務所を移籍しても翌年のシード権は認められるが、メンバーの人員に変更があった場合にはシード権は無効になる。同様にシード権保有者同士の即席コンビであってもシード権は適用されない。
第2回（2002年）から第10回（2010年）までは原則として、シード組のエントリーナンバーはノーシード組より後ろに、加えて第3回（2003年）からは五十音順で配置されていたが、第11回（2015年）以降はシード組とノーシード組でエントリーナンバーが分けられることはなくなり、シード組でも早いエントリーナンバーが割り当てられることもある。

### ワイルドカード
第11回（2015年）から、準々決勝で敗退したコンビのうちGYAO!で配信されるネタ映像の再生回数（第17回（2021年）からは動画視聴人数）が所定期間内で1位だった1組が準決勝に進める「GYAO!ワイルドカード」が導入された。第15回（2019年）までにおいて公表された準決勝の順位には、第13回（2017年）まではGYAO!ワイルドカード枠での進出者も含まれていたが、第14回（2018年）からは含まれなくなった。
2023年3月31日をもってGYAO!がサービスを終了。これに伴い、第19回（2023年）からはネタ映像の配信移行先であるTVerにて「ワイルドカード」として引き続き実施される。GYAO!時代とは異なり、TVerで配信されるネタ動画を観て最も面白かったコンビに投票し、獲得票数が1位のコンビが準決勝進出となる。
ワイルドカード枠での進出者は、準決勝の出番順が必ずトップバッターに割り振られ、敗者復活戦への出場権は与えられない。
| 年     | コンビ名           |
| ------ | ------------------ |
| 2015年 | ニッポンの社長     |
| 2016年 | 馬鹿よ貴方は       |
| 2017年 | アキナ             |
| 2018年 | 魔人無骨           |
| 2019年 | 金属バット         |
| 2020年 | ラランド           |
| 2021年 | 滝音               |
| 2022年 | 金属バット         |
| 2023年 | ダブルヒガシ       |
| 2024年 | ロングコートダディ |

### ナイスアマチュア賞 / ベストアマチュア賞
第12回（2016年）からはアマチュア漫才師の応援を目的として、「ナイスアマチュア賞」「ベストアマチュア賞」が導入されている。
「ナイスアマチュア賞」は1回戦でMCが印象に残ったと判断したアマチュアを対象にしたもので、獲得したコンビには副賞としてオリジナルTシャツが進呈され、ネタ映像がYouTubeにて順次公開される。
「ベストアマチュア賞」は、予選を通じてアマチュアの中で最も高い得点を取った者に贈られる。賞品として特製のブレザーが贈られ、第15回（2019年）大会の開幕記者会見に於いては受賞した漫画家が着用し登場した。
プロとアマチュアが入り混じっているコンビは「プロ」として扱われ、これらの対象外となる。
| 年     | コンビ名         | 結成年 | 最終成績     | 備考 |
| ------ | ---------------- | ------ | ------------ | --- |
| 2016年 | 晴天サンティ     | 2016年 | 準々決勝進出 | 中央大学落語研究会と東京学芸大学お笑いサークルGOCの女子大生コンビ。 2017年2月解散。ボケの吉岡は後に「シンクロニシティ」を結成。 |
| 2017年 | 完熟フレッシュ   | 2016年 | 準々決勝進出 | 詳細は該当記事参照。 |
| 2018年 | 漫画家           | 2018年 | 準々決勝進出 | 森田まさのりと長田悠幸の現役漫画家コンビ。 森田は第8回（2008年）〜第10回（2010年）で大会広告を手掛けていた。                    |
| 2019年 | ラランド         | 2014年 | 準決勝進出   | 詳細は該当記事参照。 |
| 2020年 | ガーベラガーデン | 2007年 | 2回戦進出    | 詳細は該当記事参照。 |
| 2021年 | 軍艦             | 2021年 | 準々決勝進出 | 詳細は該当記事参照。 |
| 2022年 | 深海魚           | 2022年 | 準々決勝進出 | 詳細は該当記事参照。 |
| 2023年 | ナユタ           | 2022年 | 準々決勝進出 | 詳細は該当記事参照。 |
| 2024年 | 乙女ブレンド     | 2021年 | 準々決勝進出 | 筑波大学お笑い集団DONPAPAの大学生コンビ。                                                                                       |

なお、第4回（2004年）・第5回（2005年）ではナイスアマチュア賞と同じく1回戦で最も印象に残ったアマチュアに与えられる「NTT西日本賞」が存在し、こちらの副賞は1万円だった。

### ナイスキッズ賞 / ジモトスター賞
2023年からは従来のナイスアマチュア賞とベストアマチュア賞に加え、新たに「ナイスキッズ賞」と「ジモトスター賞」が導入されている。
「ナイスキッズ賞」は1回戦全日程を通して「小学生以下のメンバーのみで構成された組」の中から印象に残った数組に贈られ、さらにそのうち1組が「ベストキッズ賞」に認定される。
| 年     | コンビ名                   | 結成年 | 最終成績  | 備考                                       |
| ------ | -------------------------- | ------ | --------- | ------------------------------------------ |
| 2023年 | ラブリースマイリーベイビー | 2023年 | 2回戦進出 | 詳細は該当記事参照。                       |
| 2024年 | あわよくば                 | 2024年 | 2回戦進出 | アイランドプロモーション所属の子役コンビ。 |

「ジモトスター賞」は同じく1回戦全日程を通して方言や伝統衣装を使用したり、名物や名跡をテーマとしたり、日本全国の民俗的特色を活かした漫才で各エリアを盛り上げてくれたコンビに贈られる。

## 敗者復活戦
第2回（2002年）から導入。決勝戦当日の昼から準決勝敗退コンビが敗者復活戦に参加して漫才を披露、そこでの審査において勝者1組だけが「敗者復活組」として決勝戦に出場することができる。なお、敗者復活戦勝者は決勝戦でも敗者復活戦と同じネタを演じてもよい。
敗者復活戦の模様は第4回（2004年）よりスカイ・A sports+（CS）で生放送されている。これに加え第8回（2008年）は朝日放送、テレビ朝日、メ〜テレ、北海道テレビ、九州朝日放送のワンセグ独立編成でも放送、Yahoo!プレミアム会員向けのインターネット中継でも配信され、さらに第9回（2009年）からは朝日放送・テレビ朝日系全国ネットで放送されるようになった。第11回（2015年）からは後述する視聴者投票による審査方法の導入に伴い、全組のネタが全国ネットの生放送で流されるようになった。第19回（2023年）からは敗者復活戦終了直後にCMを挟まずそのまま決勝戦を放送する。
敗者復活戦のルールなどについては、大会が回を重ねるにつれて変化している。第18回（2022年）までは屋外での開催のため、極寒の中でネタを披露しなければならなかったが、第19回（2023年）からは屋内での開催に変更されている。
第2回（2002年） - 第10回（2010年）
ネタ順は第9回（2009年）までは抽選でランダムに決定、2010年では予選での順位が低かった順となる。特別審査員5名と抽選で選出された一般審査員100名が3組ずつに投票し、合計得点（一般審査員1点、特別審査員10点）が最も高かった1組が決勝戦進出。決勝戦のテレビ生中継において、2組目のネタ終了後に発表される。
第4回（2004年）までは決勝戦会場が併設されているパナソニックセンター東京前に設置された特設会場での開催のため、徒歩で移動した。第5回（2005年）からは決勝戦会場から離れた場所での開催のため、番組側が用意した車で決勝戦会場まで向かった。

第11回（2015年） - 第18回（2022年）
テレビ朝日の近接施設である六本木ヒルズアリーナに設置された特設会場で開催。第13回（2017年）までは準決勝での順位が低かった順にネタを披露。第14回（2018年）からは敗者復活戦直前の当日12時頃に行われる出番順抽選会でネタ順の抽選を行う。
公式サイト上での視聴者投票方式で、一人につき3組に投票する。投票受付は全組のネタが終了してから開始され、決勝戦が始まる直前に締め切りとなる。決勝戦実施中に特定のタイミングで最下位から順に全組の順位が発表され、最も多くの票を獲得した1組が決勝戦進出となり、急いでスタジオに向かう。
第19回（2023年） -
新宿住友ビル三角広場で開催。勝ち残り式のブロックトーナメントで、準決勝の順位をもとに事前に3つのブロックに均等に振り分けられる。各ブロック2組目以降のネタ終了後、会場の観客からランダムで選ばれた審査員500名の投票で暫定勝者を決める。
これを繰り返して各ブロック1組ずつの計3組に絞り、その3組の中で最も面白かったコンビを芸人審査員が投票、得票数が最も多いコンビが決勝戦進出となる。また、得票数が同数の場合はそのコンビ同士で再度投票を行う。
決勝戦会場から離れた会場での開催のため、決勝戦進出者は敗者復活戦の終盤で発表される。移動手段は第19回（2023年）では非公表でリポーターなどが発言することも禁じられていたが、第20回（2024年）では番組側が用意した車での移動であることが明かされ、車内の様子が中継された。

### 出演者（敗者復活戦）
- 第11回（2015年）以降の出演者を記載。
- ★はABCテレビ（旧ABC）アナウンサー。

| 年     | 司会         | 司会                                            | リポーター                                       | ゲスト                      | 出番順抽選会         |
| 年     | 男性         | 女性                                            | リポーター                                       | ゲスト                      | 出番順抽選会         |
| ------ | ------------ | ----------------------------------------------- | ------------------------------------------------ | --------------------------- | -------------------- |
| 2015年 | はりけ〜んず |                                                 | 陣内智則 ヒロド歩美★                             | 佐々木主浩                  |                      |
| 2016年 | はりけ〜んず | トレンディエンジェル 浜口京子 佐野ひなこ        | 陣内智則 ヒロド歩美★                             |                             |                      |
| 2017年 | はりけ〜んず | トレンディエンジェル 足立梨花 近藤千尋 川田裕美 | 陣内智則 ヒロド歩美★                             |                             |                      |
| 2018年 | 陣内智則     | ホラン千秋                                      | ヒロド歩美★（投票） トレンディエンジェル（控室） | あき竹城 羽田圭介 池田美優  | トレンディエンジェル |
| 2019年 | 陣内智則     | 新川優愛                                        | ヒロド歩美★（控室） 津田理帆★（控室）            | トレンディエンジェル 石田明 | トレンディエンジェル |
| 2020年 | 陣内智則     | 飯豊まりえ                                      | 津田理帆★（控室） 中邨雄二★（投票）              | 石田明 橋本直 小沢一敬      | 銀シャリ             |
| 2021年 | 陣内智則     | 西野七瀬                                        | 津田理帆★（控室）                                | 石田明 橋本直 小沢一敬      | 銀シャリ             |
| 2022年 | 陣内智則     | ヒロド歩美★                                     | 鷲尾千尋★                                        | 石田明 小沢一敬             | 石田明 鷲尾千尋★     |
| 2023年 | 陣内智則     | 西野七瀬                                        | おいでやす小田                                   |                             |                      |
| 2024年 | 陣内智則     | 齋藤飛鳥                                        | おいでやす小田                                   |                             |                      |

### 芸人審査員（2023年 - ）
- 五十音順に記載。

| 年     | 芸人審査員 | 芸人審査員     | 芸人審査員     | 芸人審査員     | 芸人審査員 |
| ------ | ---------- | -------------- | -------------- | -------------- | ---------- |
| 2023年 | 石田明     | 柴田英嗣       | 野田クリスタル | 山内健司       | 渡辺隆     |
| 2024年 | 井口浩之   | 久保田かずのぶ | 斎藤司         | 野田クリスタル | 渡辺隆     |

### 出場組数・歴代敗者復活組
- 出場組数は欠場のコンビを除く。

| 年     | 出場組数 | 敗者復活組           |
| ------ | -------- | -------------------- |
| 2002年 | 45組     | スピードワゴン       |
| 2003年 | 59組     | アンタッチャブル     |
| 2004年 | 53組     | 麒麟                 |
| 2005年 | 57組     | 千鳥                 |
| 2006年 | 55組     | ライセンス           |
| 2007年 | 57組     | サンドウィッチマン   |
| 2008年 | 58組     | オードリー           |
| 2009年 | 59組     | NON STYLE            |
| 2010年 | 67組     | パンクブーブー       |
| 2015年 | 20組     | トレンディエンジェル |
| 2016年 | 18組     | 和牛                 |
| 2017年 | 20組     | スーパーマラドーナ   |
| 2018年 | 16組     | ミキ                 |
| 2019年 | 16組     | 和牛                 |
| 2020年 | 15組     | インディアンス       |
| 2021年 | 16組     | ハライチ             |
| 2022年 | 17組     | オズワルド           |
| 2023年 | 21組     | シシガシラ           |
| 2024年 | 21組     | マユリカ             |

## 決勝戦
12月にテレビ朝日本社第1スタジオで決勝戦が開催され、その模様は朝日放送テレビ（ABCテレビ）の制作により、朝日放送テレビ・テレビ朝日系列で生放送される。
決勝戦は「ファーストラウンド」と「最終決戦」の2ステージ制で行われ、両方を通過した1組が優勝となる。

### ファーストラウンド
準決勝を勝ち抜いた9組と、敗者復活戦を勝ち上がった1組が順番にネタを披露。ネタ終了後に審査員がそれぞれ100点満点で採点し、その合計を競う。全組のネタが終了した時点での上位3組が、優勝をかけた最終決戦に進出する。なお、ファーストラウンドで敗退した組の公式順位はここで確定する。
合計点が暫定上位3位以内に入ったコンビは「暫定ボックス」と呼ばれる部屋で待機する。ただし後続のコンビに得点で上回られ4位以下となり、敗退が決定した場合はそこから出ることになる。また、出番終了後の採点で暫定3位以内に入れなかった場合は暫定ボックスに入ることが出来ず即敗退となる。
合計点数が同点となり、かつ最終決戦進出圏内に残った場合は、高得点を付けた審査員の人数が多いコンビを上位とする。番組内では同じ順位のまま進行し、敗退コメントについても同時に行われるが、万が一上位3組に収まった場合は最終決戦の直前に反映される。

#### 出番順（ファーストラウンド）
ファーストラウンドの出番順は、第4回（2004年）までは決勝戦当日、第5回（2005年）から第12回（2016年）までは決勝戦進出者発表会見の場で抽選を行った。番組中に決定する敗者復活組は、自動的に最後の9番目に登場することになっていた。
第13回（2017年）からは決勝戦の当日、生放送中に司会者またはゲストが1本ずつ「笑神籤（えみくじ）」を引いてから、引いたくじに名前が書かれているコンビが発表され、引かれた組は即漫才を披露する方式へと変更された。敗者復活組の出番も同様に抽選されるようになり、ファーストラウンドの最後とは限らなくなっている。また、ファイナリストはすぐにネタを披露できるように全組舞台裏で待機する。くじ引き役は第13回（2017年）・第16回（2020年）を除き、「（この年で）勝負の神様に愛されたスーパーアスリート」が担当する。

### 最終決戦
ファーストラウンドで勝ち残った上位3組が別のネタを披露する。審査は「指名投票制」で行われ、全組のネタ終了後に審査員が一番おもしろいと思ったコンビに投票し、最も多くの票を集めたコンビが優勝となる。
ファーストラウンドの得点は最終決戦に持ち越されないが、同じ得票数になった場合にはファーストラウンドの順位が上のコンビが上位となる。最終決戦進出組の公式順位は最終決戦での順位が優先される。

#### 出番順（最終決戦）
- 第1回（2001年）、第2回（2002年）、第4回（2004年）：決勝1回戦および決勝戦の得点順に再抽選。
- 第3回（2003年）：決勝戦のネタ順に再抽選。
- 第5回（2005年） - 第15回（2019年）：ファーストラウンド1位→2位の順に任意で選択し、3位は余った順番に当てられる。
- 第16回（2020年）・第17回（2021年）：ファーストラウンド3位→2位→1位の順に自動的に決定。最終決戦開始前のVTRにて、出番順が通過順位とともに紹介される。
- 第18回（2022年） - ：従来と同様の任意選択。出番順選択の様子は放送されず、最終決戦開始前にテロップにて通過順位とともに発表。最終決戦開始前のVTRも廃止されている。

上記の通り、第5回（2005年）以降は基本的に任意選択となっているが、ファーストラウンドを1位通過したコンビは全て3番、2位通過したコンビは第5回（2005年）の麒麟（1番を選択）を除いて全て2番を選んでいるため、この形式は事実上形骸化している。

### 出演者（決勝戦）
- ★はABCテレビ（旧ABC）アナウンサー。

#### 司会・リポーター・ゲスト
- 第5回（2005年）から第10回（2010年）までは歴代優勝者の他にも、俳優やタレントなどが観覧していた。
- 前回王者と笑神籤ゲストが出演する際、第5回（2005年）から第15回（2019年）までは客席で観覧していたが、第16回（2020年）からは特別席が設けられるようになった。

| 年     | 司会                | 司会       | リポーター                 | リポーター                        | ゲスト                        | ゲスト                         |
| 年     | 男性                | 女性       | 決勝戦会場                 | 敗者復活戦会場                    | 歴代優勝者                    | 出番順抽選                     |
| ------ | ------------------- | ---------- | -------------------------- | --------------------------------- | ----------------------------- | ------------------------------ |
| 2001年 | 島田紳助 赤坂泰彦   | 菊川怜     |                            |                                   |                               |                                |
| 2002年 | 西川きよし 山寺宏一 | 中山エミリ | 木村祐一                   | 山寺宏一 中田なおき はりけ〜んず  | 中川家                        |                                |
| 2003年 | 西川きよし 今田耕司 | 小池栄子   | 木村祐一                   | 木村祐一 中田なおき はりけ〜んず  |                               |                                |
| 2004年 | 今田耕司            | 井上和香   | 木村祐一                   | 木村祐一 中田なおき はりけ〜んず  | 吉田沙保里                    |                                |
| 2005年 | 今田耕司            | 小池栄子   |                            | 木村祐一 中田なおき はりけ〜んず  | アンタッチャブル              |                                |
| 2006年 | 今田耕司            | 眞鍋かをり | 木村祐一                   | 加藤明子★ 中田なおき はりけ〜んず | ブラックマヨネーズ            |                                |
| 2007年 | 今田耕司            | 小池栄子   | 木村祐一                   | 加藤明子★ 中田なおき はりけ〜んず | チュートリアル                |                                |
| 2008年 | 今田耕司            | 上戸彩     | 木村祐一                   | 藤井隆 中田なおき はりけ〜んず    | サンドウィッチマン            |                                |
| 2009年 | 今田耕司            | 上戸彩     | 木村祐一                   | 藤井隆 はりけ〜んず               |                               |                                |
| 2010年 | 今田耕司            | 上戸彩     | 木村祐一                   | 藤井隆 はりけ〜んず               |                               |                                |
| 2015年 | 今田耕司            | 上戸彩     | ヒロド歩美★                | 陣内智則 はりけ〜んず             |                               |                                |
| 2016年 | 今田耕司            | 上戸彩     | 陣内智則                   | 陣内智則 トレンディエンジェル     |                               |                                |
| 2017年 | 今田耕司            | 上戸彩     | ヒロド歩美★                | 陣内智則                          | トレンディエンジェル 銀シャリ |                                |
| 2018年 | 今田耕司            | 上戸彩     | ヒロド歩美★ 陣内智則       | 陣内智則                          | とろサーモン                  | 吉田沙保里 阿部一二三 井上尚弥 |
| 2019年 | 今田耕司            | 上戸彩     | 川島明                     | 陣内智則                          | 霜降り明星                    | 堀江翔太 福岡堅樹 稲垣啓太     |
| 2020年 | 今田耕司            | 上戸彩     | ヒロド歩美★                | 陣内智則                          | ミルクボーイ                  |                                |
| 2021年 | 今田耕司            | 上戸彩     | ヒロド歩美★                | 陣内智則                          | マヂカルラブリー              | 水谷隼 阿部詩                  |
| 2022年 | 今田耕司            | 上戸彩     | ヒロド歩美★                | 陣内智則                          | 錦鯉                          | 那須川天心                     |
| 2023年 | 今田耕司            | 上戸彩     | 斎藤真美★ おいでやす小田   | 陣内智則                          | ウエストランド                | 栗山英樹 岡本和真              |
| 2024年 | 今田耕司            | 上戸彩     | 大仁田美咲★ おいでやす小田 |                                   |                               | 阿部一二三 早田ひな 萱和磨     |

#### 審査員
- 審査員席の順番は観客席側から舞台下手への順。第1回（2001年）の紳助は司会も兼務していたため、司会席で審査を行っていた。
- 島田紳助は審査委員長および大会実行委員長を兼務。第11回（2015年）以降は紳助の引退により、審査委員長および大会実行委員長は空席となっている。
- 第12回（2016年）以降、歴代王者と歴代ファイナリストは主に「コンビ名 名字（名前）」と表記される。

| 年     | 審査員     | 審査員       | 審査員       | 審査員       | 審査員     | 審査員   | 審査員     | 審査員     | 審査員 |
| ------ | ---------- | ------------ | ------------ | ------------ | ---------- | -------- | ---------- | ---------- | ------ |
| 2001年 | 西川きよし | 青島幸男     | 春風亭小朝   | ラサール石井 | 鴻上尚史   | 松本人志 | 島田紳助   |            |        |
| 2002年 | 立川談志   | 中田カウス   | 島田洋七     | ラサール石井 | 大竹まこと | 松本人志 | 島田紳助   |            |        |
| 2003年 | 中田カウス | 大竹まこと   | ラサール石井 | 島田洋七     | 南原清隆   | 松本人志 | 島田紳助   |            |        |
| 2004年 | 中田カウス | ラサール石井 | 春風亭小朝   | 島田洋七     | 大竹まこと | 南原清隆 | 西川きよし |            |        |
| 2005年 | 中田カウス | ラサール石井 | 島田洋七     | 大竹まこと   | 渡辺正行   | 松本人志 | 島田紳助   |            |        |
| 2006年 | 中田カウス | 大竹まこと   | 島田洋七     | 渡辺正行     | 南原清隆   | 松本人志 | 島田紳助   |            |        |
| 2007年 | 中田カウス | 大竹まこと   | オール巨人   | ラサール石井 | 上沼恵美子 | 松本人志 | 島田紳助   |            |        |
| 2008年 | 中田カウス | 大竹まこと   | オール巨人   | 渡辺正行     | 上沼恵美子 | 松本人志 | 島田紳助   |            |        |
| 2009年 | 中田カウス | 渡辺正行     | オール巨人   | 東国原英夫   | 上沼恵美子 | 松本人志 | 島田紳助   |            |        |
| 2010年 | 中田カウス | 宮迫博之     | 渡辺正行     | 大竹一樹     | 南原清隆   | 松本人志 | 島田紳助   |            |        |
| 2015年 | 哲夫       | 佐藤哲夫     | 石田明       | 富澤たけし   | 徳井義実   | 吉田敬   | 岩尾望     | 増田英彦   | 礼二   |
| 2016年 | オール巨人 | 礼二         | 博多大吉     | 松本人志     | 上沼恵美子 |          |            |            |        |
| 2017年 | オール巨人 | 渡辺正行     | 礼二         | 春風亭小朝   | 博多大吉   | 松本人志 | 上沼恵美子 |            |        |
| 2018年 | オール巨人 | 礼二         | 塙宣之       | 立川志らく   | 富澤たけし | 松本人志 | 上沼恵美子 |            |        |
| 2019年 | オール巨人 | 塙宣之       | 立川志らく   | 富澤たけし   | 礼二       | 松本人志 | 上沼恵美子 |            |        |
| 2020年 | オール巨人 | 富澤たけし   | 塙宣之       | 立川志らく   | 礼二       | 松本人志 | 上沼恵美子 |            |        |
| 2021年 | オール巨人 | 富澤たけし   | 塙宣之       | 立川志らく   | 礼二       | 松本人志 | 上沼恵美子 |            |        |
| 2022年 | 山田邦子   | 博多大吉     | 塙宣之       | 富澤たけし   | 立川志らく | 礼二     | 松本人志   |            |        |
| 2023年 | 山田邦子   | 博多大吉     | 富澤たけし   | 塙宣之       | 海原ともこ | 礼二     | 松本人志   |            |        |
| 2024年 | 博多大吉   | 塙宣之       | 哲夫         | 若林正恭     | 石田明     | 山内健司 | 柴田英嗣   | 海原ともこ | 礼二   |

#### ナレーション
| 年     | 日本語                    | 英語                       |
| ------ | ------------------------- | -------------------------- |
| 2001年 | [ 注 69 ]                 |                            |
| 2002年 | 山寺宏一                  |                            |
| 2003年 | 畑中ふう                  | アラン・J                  |
| 2004年 | 畑中ふう                  | アラン・J                  |
| 2005年 | 畑中ふう                  | アラン・J                  |
| 2006年 | 畑中ふう 市川展丈         | アラン・J                  |
| 2007年 | 畑中ふう 市川展丈         | アラン・J                  |
| 2008年 | 畑中ふう 市川展丈         | アラン・J                  |
| 2009年 | 畑中ふう 市川展丈         | アラン・J                  |
| 2010年 | 畑中ふう 市川展丈         | アラン・J                  |
| 2015年 | 畑中ふう バッキー木場     | イディス・カユミ           |
| 2016年 | 畑中ふう バッキー木場     | イディス・カユミ           |
| 2017年 | 畑中ふう                  | イディス・カユミ           |
| 2018年 | 畑中ふう                  | アラン・J イディス・カユミ |
| 2019年 | 畑中ふう                  | アラン・J 亀井佐代子       |
| 2020年 | 畑中ふう                  | アラン・J 亀井佐代子       |
| 2021年 | 畑中ふう                  | アラン・J 亀井佐代子       |
| 2022年 | 畑中ふう                  | アラン・J 亀井佐代子       |
| 2023年 | 畑中ふう パトリック・ユウ | アラン・J 亀井佐代子       |
| 2024年 | 畑中ふう                  | アラン・J 亀井佐代子       |

1. ↑  第3回（2003年）では「畑中フー」、第4回（2004年）では「畑中フウ」と表記。
2. ↑  ノンクレジット。
3. ↑  「Sayoko Kamei」と表記。

## 歴代決勝戦結果
| 金背景   | 1位通過、優勝      |
| 銀背景   | 2位通過            |
| 銅背景   | 3位通過            |
| 赤文字   | 審査員別の最高評点 |
| 青文字   | 審査員別の最低評点 |
| 赤太文字 | 全体の最高評点     |
| 青太文字 | 全体の最低評点     |

- ファーストラウンドの名称は、各回の放送当時のものに沿う。
- 順位は最終決戦に進出したコンビは票数、それ以外のコンビはファーストラウンドの得点による順序。
  - 最終決戦の票数が同じ場合は、ファーストラウンドの得点が高いコンビを上位とする。
  - ファーストラウンドの得点が同じ場合は、得点欄に括弧書きで高得点を付けた審査員の人数を記載。順位は公式サイトなどでの表記に準拠する。
- 所属事務所は出場当時[注 14]、結成年の太字はラストイヤー。また、結成年は正しいものを優先し、公式サイトなどで誤って表記されている場合は補足として「2000年」のように打消し線付きで併記する。
- 敗者復活組はキャッチコピーが無いため、「（敗者復活組）」とする。
- 順位や得点などをまとめた表は、矢印がついたセルをクリックすると、昇順、降順、元の順の順番で並び替えられる。
- 第11回（2015年）以降は個別記事が存在するため、順位、コンビ名、得点、得票数のみ記載する。詳細は各個別記事を参照。

### 第1回（2001年）
| 順位 | コンビ名 所属事務所             | No.  | 結成年        | キャッチコピー     | 決勝1回戦 | 決勝1回戦 | 最終決戦 | 最終決戦 |
| 順位 | コンビ名 所属事務所             | No.  | 結成年        | キャッチコピー     | 出番      | 得点      | 出番     | 得票     |
| ---- | ------------------------------- | ---- | ------------- | ------------------ | --------- | --------- | -------- | -------- |
| 優勝 | 中川家 吉本興業                 | 438  | 1992年        | 笑いのDNA          | 1番       | 829点     | 先攻     | 6票      |
| 2位  | ハリガネロック 吉本興業         | 94   | 1995年        | 武闘派             | 10番      | 809点     | 後攻     | 1票      |
| 3位  | アメリカザリガニ 松竹芸能       | 1118 | 1995年 1994年 | 3オクターブの衝撃  | 4番       | 796点     |          |          |
| 4位  | ますだおかだ 松竹芸能           | 713  | 1993年        | 実力主義           | 8番       | 770点     |          |          |
| 5位  | 麒麟 吉本興業                   | 1034 | 1997年 1999年 | 無印（ノーマーク） | 7番       | 741点     |          |          |
| 6位  | フットボールアワー 吉本興業     | 1181 | 1999年        | 奇蹟の顔面         | 2番       | 726点     |          |          |
| 7位  | キングコング 吉本興業           | 209  | 1999年        | 驚異のルーキー     | 6番       | 707点     |          |          |
| 8位  | チュートリアル 吉本興業         | 80   | 1998年        | お笑い陰陽師       | 3番       | 637点     |          |          |
| 9位  | DonDokoDon 吉本興業             | 859  | 1994年        | 無冠の帝王         | 9番       | 614点     |          |          |
| 10位 | おぎやはぎ プロダクション人力舎 | 855  | 1995年        | 東京の星           | 5番       | 540点     |          |          |

| 出番順 | コンビ名           | 得点計 | 一般審査員 | 一般審査員 | 一般審査員 | 一般審査員 | 特別審査員 | 特別審査員 | 特別審査員 | 特別審査員 | 特別審査員 | 特別審査員 | 特別審査員 | 特別審査員 |
| 出番順 | コンビ名           | 得点計 | 合計       | 札幌       | 大阪       | 福岡       | 合計       | きよし     | 青島       | 小朝       | 石井       | 鴻上       | 松本       | 紳助       |
| ------ | ------------------ | ------ | ---------- | ---------- | ---------- | ---------- | ---------- | ---------- | ---------- | ---------- | ---------- | ---------- | ---------- | ---------- |
| 1      | 中川家             | 829    | 233        | 65         | 89         | 79         | 596        | 91         | 90         | 90         | 90         | 85         | 70         | 80         |
| 2      | フットボールアワー | 726    | 191        | 62         | 83         | 46         | 535        | 90         | 80         | 80         | 82         | 82         | 55         | 66         |
| 3      | チュートリアル     | 637    | 154        | 38         | 67         | 49         | 483        | 80         | 75         | 75         | 68         | 75         | 50         | 60         |
| 4      | アメリカザリガニ   | 796    | 228        | 84         | 57         | 87         | 568        | 88         | 85         | 80         | 92         | 84         | 65         | 74         |
| 5      | おぎやはぎ         | 540    | 43         | 22         | 9          | 12         | 497        | 77         | 80         | 75         | 82         | 73         | 60         | 50         |
| 6      | キングコング       | 707    | 179        | 64         | 55         | 60         | 528        | 95         | 75         | 70         | 76         | 83         | 55         | 74         |
| 7      | 麒麟               | 741    | 199        | 54         | 82         | 63         | 542        | 79         | 75         | 65         | 90         | 83         | 75         | 75         |
| 8      | ますだおかだ       | 770    | 195        | 75         | 52         | 68         | 575        | 95         | 80         | 80         | 88         | 84         | 70         | 78         |
| 9      | DonDokoDon         | 614    | 94         | 47         | 18         | 29         | 520        | 75         | 85         | 65         | 82         | 84         | 65         | 64         |
| 10     | ハリガネロック     | 809    | 242        | 85         | 85         | 72         | 567        | 95         | 90         | 70         | 92         | 85         | 60         | 75         |

| 出番順 | コンビ名       | 得票数 | 紳助 | 松本 | 鴻上 | きよし | 小朝 | 石井 | 青島 |
| ------ | -------------- | ------ | ---- | ---- | ---- | ------ | ---- | ---- | ---- |
| 先攻   | 中川家         | 6      | ★    | ★    | ★    |        | ★    | ★    | ★    |
| 後攻   | ハリガネロック | 1      |      |      |      | ★      |      |      |      |

備考
- 第2回（2002年）まではネタの持ち時間が5分だった。
- 第1回（2001年）のみ一般審査員を導入。特別審査員7名に加え、大阪・福岡・札幌の劇場にいる一般客各100名（合計300名）が1人1点で審査した。しかし、その比重の高さや格差の極端な大きさなどから「公平性に欠ける」との批判が相次ぎ、第2回（2002年）からは廃止されている。
- この回の決勝戦進出者は、おぎやはぎ以外の全員が関西出身で、9組・18名は現在も過去最多。
- 一般審査員を除く、決勝1回戦（ファーストラウンド）の1位と最下位の平均点差が16.14点（113 / 700点）と過去最大。
- 中川家がトップバッターからの優勝を果たした。

### 第2回（2002年）
| 順位 | コンビ名 所属事務所                | No.  | 結成年 | 決勝戦進出歴      | 決勝1回戦 | 決勝1回戦 | 最終決戦 | 最終決戦 |
| 順位 | コンビ名 所属事務所                | No.  | 結成年 | 決勝戦進出歴      | 出番      | 得点      | 出番     | 得票     |
| ---- | ---------------------------------- | ---- | ------ | ----------------- | --------- | --------- | -------- | -------- |
| 優勝 | ますだおかだ 松竹芸能              | 1754 | 1993年 | 2年連続           | 2番       | 612点     | 3番      | 5票      |
| 2位  | フットボールアワー 吉本興業        | 1726 | 1999年 | 2年連続           | 5番       | 621点     | 1番      | 2票      |
| 3位  | 笑い飯 吉本興業                    | 166  | 2000年 | 初進出 ノーシード | 6番       | 567点     | 2番      | 0票      |
| 4位  | おぎやはぎ プロダクション人力舎    | 1755 | 1995年 | 2年連続           | 7番       | 561点     |          |          |
| 5位  | ハリガネロック 吉本興業            | 1739 | 1995年 | 2年連続           | 1番       | 545点     |          |          |
| 6位  | テツandトモ ニチエンプロダクション | 746  | 1998年 | 初進出 ノーシード | 4番       | 539点     |          |          |
| 7位  | スピードワゴン M2カンパニー        | 821  | 1998年 | 初進出 ノーシード | 9番       | 535点     |          |          |
| 8位  | ダイノジ 吉本興業                  | 1740 | 1994年 | 初進出            | 3番       | 534点     |          |          |
| 9位  | アメリカザリガニ 松竹芸能          | 1751 | 1994年 | 2年連続           | 8番       | 525点     |          |          |

| 出番順 | コンビ名           | 得点計 | 談志 | カウス | 洋七 | 石井 | 大竹 | 松本 | 紳助 |
| ------ | ------------------ | ------ | ---- | ------ | ---- | ---- | ---- | ---- | ---- |
| 1      | ハリガネロック     | 545    | 70   | 85     | 86   | 81   | 83   | 65   | 75   |
| 2      | ますだおかだ       | 612    | 80   | 95     | 96   | 90   | 92   | 70   | 89   |
| 3      | ダイノジ           | 534    | 70   | 84     | 81   | 78   | 78   | 60   | 83   |
| 4      | テツandトモ        | 539    | 70   | 90     | 79   | 82   | 77   | 65   | 76   |
| 5      | フットボールアワー | 621    | 70   | 97     | 94   | 95   | 91   | 85   | 89   |
| 6      | 笑い飯             | 567    | 70   | 83     | 84   | 84   | 80   | 80   | 86   |
| 7      | おぎやはぎ         | 561    | 80   | 82     | 85   | 79   | 79   | 80   | 76   |
| 8      | アメリカザリガニ   | 525    | 70   | 83     | 83   | 78   | 78   | 60   | 73   |
| 9      | スピードワゴン     | 535    | 50   | 85     | 86   | 86   | 80   | 75   | 73   |

| 出番順 | コンビ名           | 得票数 | 談志 | カウス | 洋七 | 石井 | 大竹 | 松本 | 紳助 |
| ------ | ------------------ | ------ | ---- | ------ | ---- | ---- | ---- | ---- | ---- |
| 1      | フットボールアワー | 2      |      |        |      |      | ★    | ★    |      |
| 2      | 笑い飯             | 0      |      |        |      |      |      |      |      |
| 3      | ますだおかだ       | 5      | ★    | ★      | ★    | ★    |      |      | ★    |

備考
- 吉本興業所属の決勝戦進出コンビが半数を下回ったのは、現在もこの回のみ。
- 唯一、決勝戦進出コンビのキャッチコピーが無い回である。ネタ前に口上として出場者の紹介はあるが、他の回のようにキャッチコピーがテロップとして表示されなかった。
- ハリガネロックの審査発表時に島田洋七の評点が遅れたため、一時的に「8」と表示されるというハプニングがあった。
- 松竹芸能から最終決戦に進出したコンビは、現在もますだおかだのみ。
- 初めて吉本興業以外の所属コンビが優勝した。
- 初めて決勝1回戦（ファーストラウンド）2位通過のコンビが優勝した。

### 第3回（2003年）
| 順位 | コンビ名 所属事務所                   | No.  | 結成年 | 決勝戦進出歴      | キャッチコピー       | 決勝戦 | 決勝戦 | 最終決戦 | 最終決戦 |
| 順位 | コンビ名 所属事務所                   | No.  | 結成年 | 決勝戦進出歴      | キャッチコピー       | 出番   | 得点   | 出番     | 得票     |
| ---- | ------------------------------------- | ---- | ------ | ----------------- | -------------------- | ------ | ------ | -------- | -------- |
| 優勝 | フットボールアワー 吉本興業           | 1895 | 1999年 | 3年連続           | 悲願                 | 7番    | 663点  | 3番      | 4票      |
| 2位  | 笑い飯 吉本興業                       | 1906 | 2000年 | 2年連続           | ∞ infinity           | 4番    | 656点  | 1番      | 3票      |
| 3位  | アンタッチャブル プロダクション人力舎 | 609  | 1994年 | 初進出 ノーシード | （敗者復活組）       | 9番    | 616点  | 2番      | 0票      |
| 4位  | 2丁拳銃 吉本興業                      | 484  | 1993年 | 初進出            | ラストチャンス       | 5番    | 608点  |          |          |
| 5位  | りあるキッズ 吉本興業                 | 1902 | 1996年 | 初進出            | 最年少               | 8番    | 601点  |          |          |
| 6位  | スピードワゴン ホリプロコム           | 1880 | 1998年 | 2年連続           | 正門突破             | 3番    | 572点  |          |          |
| 7位  | アメリカザリガニ 松竹芸能             | 1888 | 1994年 | 3年連続           | 3度目の正直          | 6番    | 564点  |          |          |
| 8位  | 麒麟 吉本興業                         | 1870 | 1999年 | 2年ぶり           | 返り咲き             | 2番    | 554点  |          |          |
| 9位  | 千鳥 吉本興業                         | 1885 | 2000年 | 初進出            | 無印（ノーマーク）。 | 1番    | 552点  |          |          |

| 出番順 | コンビ名           | 得点計 | カウス | 大竹 | 石井 | 洋七 | 南原 | 松本 | 紳助 |
| ------ | ------------------ | ------ | ------ | ---- | ---- | ---- | ---- | ---- | ---- |
| 1      | 千鳥               | 552    | 80     | 79   | 84   | 75   | 82   | 70   | 82   |
| 2      | 麒麟               | 554    | 82     | 75   | 78   | 84   | 76   | 75   | 84   |
| 3      | スピードワゴン     | 572    | 79     | 82   | 86   | 85   | 81   | 74   | 85   |
| 4      | 笑い飯             | 656    | 95     | 90   | 92   | 95   | 90   | 95   | 99   |
| 5      | 2丁拳銃            | 608    | 86     | 83   | 86   | 95   | 87   | 80   | 91   |
| 6      | アメリカザリガニ   | 564    | 81     | 76   | 83   | 90   | 84   | 70   | 80   |
| 7      | フットボールアワー | 663    | 98     | 89   | 95   | 97   | 89   | 97   | 98   |
| 8      | りあるキッズ       | 601    | 84     | 83   | 85   | 93   | 81   | 85   | 90   |
| 9      | アンタッチャブル   | 616    | 86     | 87   | 92   | 90   | 85   | 84   | 92   |

| 出番順 | コンビ名           | 得票数 | カウス | 大竹 | 石井 | 洋七 | 南原 | 松本 | 紳助 |
| ------ | ------------------ | ------ | ------ | ---- | ---- | ---- | ---- | ---- | ---- |
| 1      | 笑い飯             | 3      |        |      |      |      | ★    | ★    | ★    |
| 2      | アンタッチャブル   | 0      |        |      |      |      |      |      |      |
| 3      | フットボールアワー | 4      | ★      | ★    | ★    | ★    |      |      |      |

備考
- 11年目にあたる「結成10年」のコンビが出場可能になった。また、ネタの持ち時間が4分に変更された。
- この回から今田耕司が司会に起用されている。
- りあるキッズは10代同士で決勝戦進出した唯一のコンビである。
- 初めて審査員全員の最高評点が90点以上になり、平均90点以上を叩き出したコンビが出た（笑い飯、フットボールアワー）。さらに笑い飯は審査員全員から90点以上の評点を得た。
- アンタッチャブルが初めて敗者復活からの最終決戦進出を果たした。
  - 初めて関西出身でないコンビが最終決戦進出した。

- 決勝戦（ファーストラウンド）の1位と最下位の平均点差が15.86点（111 / 700点）と、一般審査員が廃止された第2回（2002年）以降で過去最大。
- ラストイヤーでないコンビの優勝は初。また、結成4年での優勝はコンビ結成から優勝までの最短記録である。
- 松竹芸能からのファイナリストは、現時点でこの回のアメリカザリガニが最後となっている。

### 第4回（2004年）
| 順位 | コンビ名 所属事務所                   | No.  | 結成年        | 決勝戦進出歴      | キャッチコピー         | 決勝戦 | 決勝戦        | 最終決戦 | 最終決戦 |
| 順位 | コンビ名 所属事務所                   | No.  | 結成年        | 決勝戦進出歴      | キャッチコピー         | 出番   | 得点          | 出番     | 得票     |
| ---- | ------------------------------------- | ---- | ------------- | ----------------- | ---------------------- | ------ | ------------- | -------- | -------- |
| 優勝 | アンタッチャブル プロダクション人力舎 | 2560 | 1994年        | 2年連続 2回目     | 悲願の正面突破         | 8番    | 673点         | 1番      | 6票      |
| 2位  | 南海キャンディーズ 吉本興業           | 2598 | 2003年        | 初進出            | 初物尽くし             | 5番    | 639点         | 3番      | 1票      |
| 3位  | 麒麟 吉本興業                         | 2566 | 1999年        | 2年連続 3回目     | （敗者復活組）         | 9番    | 634点         | 2番      | 0票      |
| 4位  | タカアンドトシ 吉本興業               | 2584 | 1994年        | 初進出            | 直球勝負               | 2番    | 615点 （2名） |          |          |
| 5位  | 笑い飯 吉本興業                       | 2617 | 2000年        | 3年連続 3回目     | 予測不能               | 7番    | 615点 （1名） |          |          |
| 6位  | POISON GIRL BAND 吉本興業             | 2604 | 2000年        | 初進出            | 支離滅裂のアーティスト | 6番    | 603点         |          |          |
| 7位  | トータルテンボス 吉本興業             | 2591 | 1998年 1997年 | 初進出            | The渋谷系              | 4番    | 587点         |          |          |
| 8位  | 東京ダイナマイト オフィス北野         | 898  | 2001年        | 初進出 ノーシード | "ビート"の遺伝子       | 3番    | 583点         |          |          |
| 9位  | 千鳥 吉本興業                         | 2585 | 2000年        | 2年連続 2回目     | リベンジ               | 1番    | 582点         |          |          |

| 出番順 | コンビ名           | 得点計 | カウス | 石井 | 小朝 | 洋七 | 大竹 | 南原 | きよし |
| ------ | ------------------ | ------ | ------ | ---- | ---- | ---- | ---- | ---- | ------ |
| 1      | 千鳥               | 582    | 93     | 82   | 82   | 78   | 81   | 83   | 83     |
| 2      | タカアンドトシ     | 615    | 95     | 90   | 85   | 91   | 82   | 86   | 86     |
| 3      | 東京ダイナマイト   | 583    | 89     | 86   | 87   | 83   | 76   | 80   | 82     |
| 4      | トータルテンボス   | 587    | 88     | 88   | 84   | 84   | 79   | 84   | 80     |
| 5      | 南海キャンディーズ | 639    | 94     | 95   | 90   | 92   | 86   | 92   | 90     |
| 6      | POISON GIRL BAND   | 603    | 90     | 89   | 88   | 81   | 83   | 85   | 87     |
| 7      | 笑い飯             | 615    | 95     | 89   | 85   | 91   | 82   | 89   | 84     |
| 8      | アンタッチャブル   | 673    | 97     | 96   | 95   | 97   | 95   | 96   | 97     |
| 9      | 麒麟               | 634    | 96     | 92   | 88   | 92   | 89   | 88   | 89     |

| 出番順 | コンビ名           | 得票数 | カウス | 石井 | 小朝 | 洋七 | 大竹 | 南原 | きよし |
| ------ | ------------------ | ------ | ------ | ---- | ---- | ---- | ---- | ---- | ------ |
| 1      | アンタッチャブル   | 6      |        | ★    | ★    | ★    | ★    | ★    | ★      |
| 2      | 麒麟               | 0      |        |      |      |      |      |      |        |
| 3      | 南海キャンディーズ | 1      | ★      |      |      |      |      |      |        |

備考
- 初めて東京NSC出身の決勝戦進出コンビが出た（トータルテンボス、POISON GIRL BAND）。
- 南海キャンディーズ・しずちゃんが初の女性の決勝戦進出者となった。また、女性で唯一の最終決戦進出者でもある。
- 千鳥が初の2年連続トップバッターおよび2大会連続の最下位となった。
- 決勝戦（ファーストラウンド）で初めて同点が出た（笑い飯、タカアンドトシ）。
  - 8組目のネタ終了後、より高い点数をつけた審査員が多かったタカアンドトシのみを暫定3位とし、先に笑い飯の敗退が決定した。

- 初めて全組がネタ終了時点で暫定3位以内に入った。
- ファーストラウンドでの1位と2位の平均点差が4.86点（34 / 700点）と過去最大。
- アンタッチャブルが決勝戦（ファーストラウンド）で全審査員から95点以上の得点を獲得し、初めて「審査員全員からの単独1位評価」を達成した。
  - 初めて関西出身でないコンビが優勝した。
    - 山崎弘也は埼玉県、柴田英嗣は静岡県出身。山崎は、関東地方出身者として初の優勝者である。

  - 敗者復活から決勝に進出した経験のあるコンビが優勝したのは、現在もアンタッチャブルのみ。

- 第10回（2010年）までで唯一、島田紳助と松本人志が出演しなかった回である。紳助は2004年10月に自身が起こした傷害事件で書類送検され、芸能活動を自粛していたため。松本は紳助が出演しないことと、決勝戦の裏番組に相方の浜田雅功が出演する『ジャンクSPORTS』の特番が放送予定で、ダウンタウンで裏被りするのは避けたいことが理由と、ラジオ番組『放送室』で語っている。

### 第5回（2005年）
| 順位 | コンビ名 所属事務所                            | No.  | 結成年        | 決勝戦進出歴  | キャッチコピー       | ファースト | ファースト | 最終決戦 | 最終決戦 |
| 順位 | コンビ名 所属事務所                            | No.  | 結成年        | 決勝戦進出歴  | キャッチコピー       | 出番       | 得点       | 出番     | 得票     |
| ---- | ---------------------------------------------- | ---- | ------------- | ------------- | -------------------- | ---------- | ---------- | -------- | -------- |
| 優勝 | ブラックマヨネーズ 吉本興業                    | 3365 | 1998年 1997年 | 初進出        | モテない男たちの逆襲 | 5番        | 659点      | 3番      | 4票      |
| 2位  | 笑い飯 吉本興業                                | 3378 | 2000年        | 4年連続 4回目 | 予測不能のWボケ      | 1番        | 633点      | 2番      | 3票      |
| 3位  | 麒麟 吉本興業                                  | 3330 | 1999年        | 3年連続 4回目 | M-1チルドレン        | 8番        | 646点      | 1番      | 0票      |
| 4位  | 品川庄司 吉本興業                              | 3338 | 1995年        | 初進出        | 不屈のお調子者       | 6番        | 626点      |          |          |
| 5位  | チュートリアル 吉本興業                        | 3349 | 1998年        | 4年ぶり 2回目 | 暴走するイケメン漫才 | 4番        | 622点      |          |          |
| 6位  | 千鳥 吉本興業                                  | 3348 | 2000年        | 3年連続 3回目 | （敗者復活組）       | 9番        | 607点      |          |          |
| 7位  | タイムマシーン3号 アップフロントエージェンシー | 3347 | 1999年 2000年 | 初進出        | アキバ系カリスマデブ | 7番        | 571点      |          |          |
| 8位  | アジアン 吉本興業                              | 3319 | 2002年        | 初進出        | 肉と骨のハーモニー   | 2番        | 564点      |          |          |
| 9位  | 南海キャンディーズ 吉本興業                    | 3357 | 2003年        | 2年連続 2回目 | 相方以上恋人未満     | 3番        | 552点      |          |          |

| 出番順 | コンビ名           | 得点計 | カウス | 石井 | 洋七 | 大竹 | 渡辺 | 松本 | 紳助 |
| ------ | ------------------ | ------ | ------ | ---- | ---- | ---- | ---- | ---- | ---- |
| 1      | 笑い飯             | 633    | 95     | 92   | 91   | 85   | 90   | 95   | 85   |
| 2      | アジアン           | 564    | 90     | 86   | 81   | 82   | 80   | 70   | 75   |
| 3      | 南海キャンディーズ | 552    | 88     | 80   | 79   | 79   | 79   | 75   | 72   |
| 4      | チュートリアル     | 622    | 91     | 95   | 86   | 84   | 86   | 95   | 85   |
| 5      | ブラックマヨネーズ | 659    | 96     | 94   | 96   | 90   | 93   | 95   | 95   |
| 6      | 品川庄司           | 626    | 89     | 91   | 95   | 89   | 87   | 90   | 85   |
| 7      | タイムマシーン3号  | 571    | 88     | 85   | 82   | 82   | 83   | 75   | 76   |
| 8      | 麒麟               | 646    | 97     | 95   | 95   | 90   | 91   | 90   | 88   |
| 9      | 千鳥               | 607    | 93     | 89   | 86   | 88   | 89   | 80   | 82   |

| 出番順 | コンビ名           | 得票数 | カウス | 石井 | 洋七 | 大竹 | 渡辺 | 松本 | 紳助 |
| ------ | ------------------ | ------ | ------ | ---- | ---- | ---- | ---- | ---- | ---- |
| 1      | 麒麟               | 0      |        |      |      |      |      |      |      |
| 2      | 笑い飯             | 3      |        | ★    | ★    | ★    |      |      |      |
| 3      | ブラックマヨネーズ | 4      | ★      |      |      |      | ★    | ★    | ★    |

備考
- この回から決勝戦会場がテレビ朝日本社になった。
- 初めて女性コンビが決勝戦進出を果たした（アジアン）。
- 笑い飯が連続決勝戦進出回数の新記録（4年連続）を樹立した。
- 第2回（2002年）以降で初めて、ノーシードからの決勝戦進出コンビが出なかった。
- 第4回（2004年）で笑い飯が約6分20秒と持ち時間を大幅に超えてネタをやってしまったことから、ルール説明時に「ネタの時間が4分を超えると減点の対象」とアナウンスされるようになった。
  - この回のみ「4分30秒を超えると1秒につき1点の減点」となるルールもアナウンスされており、南海キャンディーズがツカミから数えて10秒ほど超過していたが、特に減点はされなかった。

- 第2回（2002年）以降で初めて、決勝戦初出場のコンビが優勝した。
- 初めてファーストラウンド3位通過のコンビが最終決戦で票を獲得した。2位通過のコンビが票を獲得できなかったのも初。
- 大会史上初めて、2年連続で同じコンビが3位となった（麒麟）。
- 今大会から会場が変わったためか、演出面でのトラブルがいくつか見られた。
  - 笑い飯のジャッジを開票する際に洋七の得点のみが開票されず、表示された合計点に洋七が口頭でジャッジした得点を加えて正式な合計点を発表した。
  - タイムマシーン3号のジャッジを開票する際に、品川庄司のジャッジがもう1回出てきてしまった。
  - 放送中の時間に一部の場面でテロップがまともに出ないというトラブルが起きた（番組冒頭で本来は司会者のテロップが出るところが誤って「南海キャンディーズ・最終決戦」と表示されていた等）。

### 第6回（2006年）
| 順位 | コンビ名 所属事務所         | No.  | 結成年        | 決勝戦進出歴             | キャッチコピー       | ファースト | ファースト | 最終決戦 | 最終決戦 |
| 順位 | コンビ名 所属事務所         | No.  | 結成年        | 決勝戦進出歴             | キャッチコピー       | 出番       | 得点       | 出番     | 得票     |
| ---- | --------------------------- | ---- | ------------- | ------------------------ | -------------------- | ---------- | ---------- | -------- | -------- |
| 優勝 | チュートリアル 吉本興業     | 3895 | 1998年        | 2年連続 3回目            | 華麗なる妄想族       | 6番        | 664点      | 3番      | 7票      |
| 2位  | フットボールアワー 吉本興業 | 3909 | 1999年        | 3年ぶり 4回目 特例シード | 帰ってきた王者       | 2番        | 640点      | 2番      | 0票      |
| 3位  | 麒麟 吉本興業               | 3877 | 1999年        | 4年連続 5回目            | 空腹のファンタジスタ | 4番        | 627点      | 1番      | 0票      |
| 4位  | 笑い飯 吉本興業             | 3922 | 2000年        | 5年連続 5回目            | 予測不能のWボケ      | 8番        | 626点      |          |          |
| 5位  | トータルテンボス 吉本興業   | 3899 | 1998年 1997年 | 2年ぶり 2回目            | ハンパねぇ渋谷系漫才 | 5番        | 613点      |          |          |
| 6位  | ライセンス 吉本興業         | 3917 | 1996年        | 初進出                   | （敗者復活組）       | 9番        | 609点      |          |          |
| 7位  | ザ・プラン9 吉本興業        | 3882 | 2002年 2001年 | 初進出                   | 5人の漫才革命児      | 3番        | 597点      |          |          |
| 8位  | 変ホ長調 アマチュア         | 3912 | 2005年        | 初進出                   | 史上最強のアマチュア | 7番        | 576点      |          |          |
| 9位  | POISON GIRL BAND 吉本興業   | 3913 | 2000年        | 2年ぶり 2回目            | 暴走する異次元漫才   | 1番        | 570点      |          |          |

| 出番順 | コンビ名           | 得点計 | カウス | 大竹 | 洋七 | 渡辺 | 南原 | 松本 | 紳助 |
| ------ | ------------------ | ------ | ------ | ---- | ---- | ---- | ---- | ---- | ---- |
| 1      | POISON GIRL BAND   | 570    | 85     | 83   | 81   | 75   | 85   | 85   | 76   |
| 2      | フットボールアワー | 640    | 96     | 89   | 91   | 90   | 94   | 90   | 90   |
| 3      | ザ・プラン9        | 597    | 93     | 82   | 90   | 80   | 89   | 80   | 83   |
| 4      | 麒麟               | 627    | 94     | 86   | 92   | 89   | 91   | 87   | 88   |
| 5      | トータルテンボス   | 613    | 90     | 83   | 90   | 85   | 88   | 90   | 87   |
| 6      | チュートリアル     | 664    | 97     | 92   | 98   | 90   | 95   | 95   | 97   |
| 7      | 変ホ長調           | 576    | 88     | 83   | 85   | 79   | 84   | 75   | 82   |
| 8      | 笑い飯             | 626    | 92     | 89   | 90   | 85   | 92   | 89   | 89   |
| 9      | ライセンス         | 609    | 89     | 83   | 89   | 88   | 90   | 85   | 85   |

| 出番順 | コンビ名           | 得票数 | カウス | 大竹 | 洋七 | 渡辺 | 南原 | 松本 | 紳助 |
| ------ | ------------------ | ------ | ------ | ---- | ---- | ---- | ---- | ---- | ---- |
| 1      | 麒麟               | 0      |        |      |      |      |      |      |      |
| 2      | フットボールアワー | 0      |        |      |      |      |      |      |      |
| 3      | チュートリアル     | 7      | ★      | ★    | ★    | ★    | ★    | ★    | ★    |

備考
- アマチュアが決勝戦進出を果たした例は、現在も変ホ長調のみ。また、40代の決勝戦進出は変ホ長調・小田ひとみが初めて。
- コンビ以外のグループがM-1の決勝戦に進出した例は、現在もザ・プラン9のみ。
- 初めて過去のM-1王者が参加した（フットボールアワー）。
- 敗者復活組を含め、決勝戦進出コンビの所属事務所が全て吉本興業だったのはこの年のみ（アマチュアを除く）。
- 初めてラストイヤーのコンビが敗者復活戦勝者となった。
- 初めて最終決戦に決勝戦初出場組、敗者復活組が1組も進出しなかった。
  - また、最終決戦に進出した3組はすべて、第1回（2001年）の決勝戦進出コンビである。

- 麒麟が最終決戦連続進出回数の新記録（3年連続）を樹立した。
  - また、麒麟は第4回（2004年）から3年連続で3位となった。票を獲得できなかったのも3年連続。

- チュートリアルが最終決戦で大会史上初の「審査員全員からの得票」を達成した。「完全優勝」（詳細は#用語を参照）を達成したのは、現在もチュートリアルのみ。

### 第7回（2007年）
| 順位 | コンビ名 所属事務所                                     | No.  | 結成年        | 決勝戦進出歴             | キャッチコピー              | ファースト | ファースト | 最終決戦 | 最終決戦 |
| 順位 | コンビ名 所属事務所                                     | No.  | 結成年        | 決勝戦進出歴             | キャッチコピー              | 出番       | 得点       | 出番     | 得票     |
| ---- | ------------------------------------------------------- | ---- | ------------- | ------------------------ | --------------------------- | ---------- | ---------- | -------- | -------- |
| 優勝 | サンドウィッチマン フラットファイヴ                     | 4201 | 1999年 1998年 | 初進出                   | （敗者復活組）              | 9番        | 651点      | 3番      | 4票      |
| 2位  | トータルテンボス よしもとクリエイティブ・エージェンシー | 4216 | 1998年 1997年 | 2年連続 3回目            | ハンパねぇラストチャンス    | 5番        | 646点      | 1番      | 2票      |
| 3位  | キングコング よしもとクリエイティブ・エージェンシー     | 2735 | 1999年        | 6年ぶり 2回目 ノーシード | 帰ってきたスーパールーキー  | 6番        | 650点      | 2番      | 1票      |
| 4位  | ハリセンボン よしもとクリエイティブ・エージェンシー     | 3567 | 2004年 2003年 | 初進出 ノーシード        | （デブ+ヤセ）×ブサイク=爆笑 | 7番        | 608点      |          |          |
| 5位  | 笑い飯 よしもとクリエイティブ・エージェンシー           | 4239 | 2000年        | 6年連続 6回目            | 予測不能のWボケ             | 1番        | 604点      |          |          |
| 6位  | ザブングル ワタナベエンターテインメント                 | 4200 | 1999年        | 初進出                   | 奇跡の顔面                  | 3番        | 597点      |          |          |
| 7位  | ダイアン よしもとクリエイティブ・エージェンシー         | 4207 | 2000年        | 初進出                   | お笑い月見草                | 8番        | 593点      |          |          |
| 8位  | 千鳥 よしもとクリエイティブ・エージェンシー             | 4210 | 2000年        | 2年ぶり 4回目            | オレ流漫才                  | 4番        | 580点      |          |          |
| 9位  | POISON GIRL BAND よしもとクリエイティブ・エージェンシー | 4230 | 2000年        | 2年連続 3回目            | 屈辱からの脱出              | 2番        | 577点      |          |          |

| 出番順 | コンビ名           | 得点計 | カウス | 大竹 | 巨人 | 石井 | 上沼 | 松本 | 紳助 |
| ------ | ------------------ | ------ | ------ | ---- | ---- | ---- | ---- | ---- | ---- |
| 1      | 笑い飯             | 604    | 92     | 85   | 83   | 85   | 89   | 85   | 85   |
| 2      | POISON GIRL BAND   | 577    | 85     | 80   | 84   | 82   | 81   | 90   | 75   |
| 3      | ザブングル         | 597    | 82     | 84   | 79   | 84   | 92   | 90   | 86   |
| 4      | 千鳥               | 580    | 81     | 81   | 87   | 80   | 85   | 80   | 86   |
| 5      | トータルテンボス   | 646    | 93     | 84   | 90   | 95   | 95   | 93   | 96   |
| 6      | キングコング       | 650    | 91     | 90   | 88   | 95   | 97   | 93   | 96   |
| 7      | ハリセンボン       | 608    | 86     | 85   | 86   | 84   | 93   | 88   | 86   |
| 8      | ダイアン           | 593    | 84     | 82   | 81   | 86   | 89   | 85   | 86   |
| 9      | サンドウィッチマン | 651    | 92     | 84   | 92   | 95   | 95   | 95   | 98   |

| 出番順 | コンビ名           | 得票数 | カウス | 大竹 | 巨人 | 石井 | 上沼 | 松本 | 紳助 |
| ------ | ------------------ | ------ | ------ | ---- | ---- | ---- | ---- | ---- | ---- |
| 1      | トータルテンボス   | 2      | ★      |      |      | ★    |      |      |      |
| 2      | キングコング       | 1      |        | ★    |      |      |      |      |      |
| 3      | サンドウィッチマン | 4      |        |      | ★    |      | ★    | ★    | ★    |

備考
- 大会出場組数が初めて4000組を超えた。
- オール巨人と上沼恵美子が初めて審査員として出演した。
- 笑い飯が6回目の決勝戦進出となり、決勝戦進出回数の単独最多記録を樹立した。
- POISON GIRL BANDが千鳥以来2組目となる、2大会連続の最下位に終わった。
- 第2回（2002年）以来、5年ぶりに全審査員から90点以上の得点を獲得したコンビが現れなかった。
- 最終決戦進出かファーストラウンド敗退かを分ける3位と4位の平均点差が5.43点（38 / 700点）と過去最大。その一方で、最終決戦進出の上位3組の平均点差は0.71点（5 / 700点）と過去最小。
- サンドウィッチマンが史上初の敗者復活枠からの優勝を達成した。また最終決戦で敗者復活組に得票があったのも初めてであった。
  - 初めて東北地方出身のコンビが優勝した（厳密には伊達みきおは宮城県、富澤たけしは東京都）。
  - 第4回（2004年）以来、3年ぶりに吉本興業以外の所属コンビが優勝した。
    - 優勝した当時はフラットファイヴに所属していたが、その後2010年にグレープカンパニーへ移籍。唯一、優勝後に事務所を移籍したコンビである。

- 3組が最終決戦に進出するようになった第2回（2002年）以降で、初めて3組全てが票を獲得した。
- この年から2010年の第10回大会まで敗者復活戦の会場が大井競馬場となった｡
- この年のハリセンボンの4位は、現在でも女性コンビとしての最高記録である。

### 第8回（2008年）
| 順位 | コンビ名 所属事務所                                       | No.  | 結成年 | 決勝戦進出歴  | キャッチコピー             | ファースト | ファースト | 最終決戦 | 最終決戦 |
| 順位 | コンビ名 所属事務所                                       | No.  | 結成年 | 決勝戦進出歴  | キャッチコピー             | 出番       | 得点       | 出番     | 得票     |
| ---- | --------------------------------------------------------- | ---- | ------ | ------------- | -------------------------- | ---------- | ---------- | -------- | -------- |
| 優勝 | NON STYLE よしもとクリエイティブ・エージェンシー          | 4467 | 2000年 | 初進出        | ストリート系漫才           | 7番        | 644点      | 2番      | 5票      |
| 2位  | オードリー ケイダッシュステージ                           | 4431 | 2000年 | 初進出        | （敗者復活組）             | 9番        | 649点      | 3番      | 2票      |
| 3位  | ナイツ マセキ芸能社                                       | 4464 | 2001年 | 初進出        | 浅草の星                   | 4番        | 640点      | 1番      | 0票      |
| 4位  | 笑い飯 よしもとクリエイティブ・エージェンシー             | 4489 | 2000年 | 7年連続 7回目 | 孤高のWボケ                | 2番        | 637点      |          |          |
| 5位  | U字工事 アミー・パーク                                    | 4486 | 2000年 | 初進出        | I ♥ とちぎ                 | 5番        | 623点      |          |          |
| 6位  | ダイアン よしもとクリエイティブ・エージェンシー           | 4455 | 2000年 | 2年連続 2回目 | お笑い月見草               | 1番        | 619点      |          |          |
| 7位  | モンスターエンジン よしもとクリエイティブ・エージェンシー | 4485 | 2007年 | 初進出        | 変幻自在の高性能漫才       | 3番        | 614点      |          |          |
| 8位  | キングコング よしもとクリエイティブ・エージェンシー       | 4440 | 1999年 | 2年連続 3回目 | 逆襲のスーパールーキー     | 8番        | 612点      |          |          |
| 9位  | ザ・パンチ よしもとクリエイティブ・エージェンシー         | 4441 | 1998年 | 初進出        | ラストチャッチャチャーンス | 6番        | 591点      |          |          |

| 出番順 | コンビ名           | 得点計 | カウス | 大竹 | 巨人 | 渡辺 | 上沼 | 松本 | 紳助 |
| ------ | ------------------ | ------ | ------ | ---- | ---- | ---- | ---- | ---- | ---- |
| 1      | ダイアン           | 619    | 93     | 86   | 86   | 90   | 90   | 85   | 89   |
| 2      | 笑い飯             | 637    | 88     | 88   | 91   | 91   | 95   | 89   | 95   |
| 3      | モンスターエンジン | 614    | 90     | 88   | 89   | 88   | 85   | 83   | 91   |
| 4      | ナイツ             | 640    | 94     | 89   | 89   | 91   | 95   | 93   | 89   |
| 5      | U字工事            | 623    | 92     | 88   | 84   | 90   | 93   | 85   | 91   |
| 6      | ザ・パンチ         | 591    | 85     | 83   | 83   | 85   | 88   | 80   | 87   |
| 7      | NON STYLE          | 644    | 91     | 90   | 91   | 90   | 95   | 93   | 94   |
| 8      | キングコング       | 612    | 86     | 87   | 86   | 89   | 90   | 86   | 88   |
| 9      | オードリー         | 649    | 98     | 92   | 91   | 92   | 92   | 95   | 89   |

| 出番順 | コンビ名   | 得票数 | カウス | 大竹 | 巨人 | 渡辺 | 上沼 | 松本 | 紳助 |
| ------ | ---------- | ------ | ------ | ---- | ---- | ---- | ---- | ---- | ---- |
| 1      | ナイツ     | 0      |        |      |      |      |      |      |      |
| 2      | NON STYLE  | 5      |        |      | ★    | ★    | ★    | ★    | ★    |
| 3      | オードリー | 2      | ★      | ★    |      |      |      |      |      |

備考
- この回から女性司会者が上戸彩で固定されるようになった。
- ザ・パンチはラストイヤーで最下位になった唯一のコンビである。
- 2年連続で敗者復活組がファーストラウンドで1位になった。
- 第2回（2002年）以来、6年ぶりに平均93点（651 / 700点）以上のコンビが現れなかった。その一方で、初めて全体の最低評点が80点以上になった。
- 笑い飯は「平均90点以上で最終決戦進出を逃した」初のコンビとなった。
- 最終決戦進出の3組が全て決勝戦初進出コンビとなったのは、第2回（2002年）以降ではこの回のみ。また、異なる事務所の3組が最終決戦進出したのもこの回のみである。
- 初めて2000年代に結成したコンビ、東京吉本所属のコンビが優勝した。
  - 第2回（2002年）以来、6年ぶりにファーストラウンド2位通過のコンビが優勝した。

- 本来の結成年が2000年であるナイツを含め、上位6組を2000年結成のコンビが独占した。

### 第9回（2009年）
| 順位 | コンビ名 所属事務所                                       | No.  | 結成年        | 決勝戦進出歴  | キャッチコピー       | ファースト | ファースト | 最終決戦 | 最終決戦 |
| 順位 | コンビ名 所属事務所                                       | No.  | 結成年        | 決勝戦進出歴  | キャッチコピー       | 出番       | 得点       | 出番     | 得票     |
| ---- | --------------------------------------------------------- | ---- | ------------- | ------------- | -------------------- | ---------- | ---------- | -------- | -------- |
| 優勝 | パンクブーブー よしもとクリエイティブ・エージェンシー     | 4610 | 2001年        | 初進出        | 9年目の正直          | 8番        | 651点      | 2番      | 7票      |
| 2位  | 笑い飯 よしもとクリエイティブ・エージェンシー             | 4629 | 2000年        | 8年連続 8回目 | 孤高のWボケ          | 5番        | 668点      | 3番      | 0票      |
| 3位  | NON STYLE よしもとクリエイティブ・エージェンシー          | 4603 | 2000年        | 2年連続 2回目 | （敗者復活組）       | 9番        | 641点      | 1番      | 0票      |
| 4位  | ナイツ マセキ芸能社                                       | 4600 | 2001年        | 2年連続 2回目 | 浅草の星             | 1番        | 634点      |          |          |
| 5位  | ハライチ ワタナベエンターテインメント                     | 4608 | 2005年 2006年 | 初進出        | 原市生まれM-1育ち    | 6番        | 628点      |          |          |
| 6位  | 東京ダイナマイト よしもとクリエイティブ・エージェンシー   | 4598 | 2001年        | 5年ぶり 2回目 | 逆襲の異端児         | 3番        | 614点      |          |          |
| 7位  | モンスターエンジン よしもとクリエイティブ・エージェンシー | 4624 | 2007年        | 2年連続 2回目 | ネタの精密機械       | 7番        | 610点      |          |          |
| 8位  | 南海キャンディーズ よしもとクリエイティブ・エージェンシー | 4602 | 2003年        | 4年ぶり 3回目 | 漫才という名の赤い糸 | 2番        | 607点      |          |          |
| 9位  | ハリセンボン よしもとクリエイティブ・エージェンシー       | 4609 | 2004年 2003年 | 2年ぶり 2回目 | 恋する漫才師         | 4番        | 595点      |          |          |

| 出番順 | コンビ名           | 得点計 | カウス | 渡辺 | 巨人 | 東国原 | 上沼 | 松本 | 紳助 |
| ------ | ------------------ | ------ | ------ | ---- | ---- | ------ | ---- | ---- | ---- |
| 1      | ナイツ             | 634    | 96     | 91   | 90   | 88     | 93   | 85   | 91   |
| 2      | 南海キャンディーズ | 607    | 88     | 88   | 84   | 89     | 90   | 83   | 85   |
| 3      | 東京ダイナマイト   | 614    | 90     | 90   | 86   | 85     | 90   | 88   | 85   |
| 4      | ハリセンボン       | 595    | 89     | 85   | 85   | 87     | 87   | 80   | 82   |
| 5      | 笑い飯             | 668    | 98     | 92   | 93   | 92     | 98   | 95   | 100  |
| 6      | ハライチ           | 628    | 95     | 89   | 89   | 86     | 91   | 88   | 90   |
| 7      | モンスターエンジン | 610    | 87     | 89   | 87   | 85     | 90   | 83   | 89   |
| 8      | パンクブーブー     | 651    | 97     | 91   | 90   | 88     | 98   | 93   | 94   |
| 9      | NON STYLE          | 641    | 95     | 90   | 87   | 89     | 98   | 92   | 90   |

| 出番順 | コンビ名       | 得票数 | カウス | 渡辺 | 巨人 | 東国原 | 上沼 | 松本 | 紳助 |
| ------ | -------------- | ------ | ------ | ---- | ---- | ------ | ---- | ---- | ---- |
| 1      | NON STYLE      | 0      |        |      |      |        |      |      |      |
| 2      | パンクブーブー | 7      | ★      | ★    | ★    | ★      | ★    | ★    | ★    |
| 3      | 笑い飯         | 0      |        |      |      |        |      |      |      |

備考
- 初めてラストイヤーのコンビが決勝戦進出しなかった。
- 提供読みはこの回のみ朝日放送アナウンサーではなくナレーションの畑中フーが担当。
- 決勝戦初出場が2組と過去最少。また初出場の2組（パンクブーブー、ハライチ）は翌年も決勝戦進出しており、結果的にこの回の決勝戦出場9組は全て複数回決勝戦に出場したコンビとなった。
- 前年度3位コンビのストレートでの決勝戦進出は、現時点でこの回のナイツが最後となっており、大会復活後（第11回以降）は未だに誰も達成していない。
- 初めて吉本興業以外所属コンビがトップバッターになった（ナイツ）。
- 笑い飯がM-1史上初かつ唯一の審査員個人の最高評点である100点（紳助）を獲得した。
- パンクブーブーが、最終決戦で第6回（2006年）のチュートリアル以来2組目となる「審査員全員からの得票」を達成した。
  - 初めて福岡吉本出身および九州出身のコンビが優勝した（佐藤哲夫は大分県、黒瀬純は福岡県）。ただし、優勝当時は東京吉本に所属していた。
  - パンクブーブーはこの2年後に、後継大会とも言える『THE MANZAI』で初代チャンピオンとなった。『M-1』と『THE MANZAI』の2冠を達成したのは、パンクブーブーのみである。

- 初めてファーストラウンド1位のコンビ（笑い飯）が最終決戦で票を獲得できなかった。
- 前年王者のNON STYLEが敗者復活戦で大井競馬場にいたため、一部回の番組冒頭で行われていた前年度優勝者によるトロフィー返還が行われなかった。また、NON STYLEが挑戦者であることを考慮し、番組中のオートバックスのCMにはNON STYLEを起用したものは放送されなかった。

### 第10回（2010年）
| 順位 | コンビ名 所属事務所                                   | No.  | 結成年        | 決勝戦進出歴      | キャッチコピー         | ファースト | ファースト    | 最終決戦 | 最終決戦 |
| 順位 | コンビ名 所属事務所                                   | No.  | 結成年        | 決勝戦進出歴      | キャッチコピー         | 出番       | 得点          | 出番     | 得票     |
| ---- | ----------------------------------------------------- | ---- | ------------- | ----------------- | ---------------------- | ---------- | ------------- | -------- | -------- |
| 優勝 | 笑い飯 よしもとクリエイティブ・エージェンシー         | 4835 | 2000年        | 9年連続 9回目     | 孤高のWボケ            | 6番        | 668点 （2名） | 2番      | 4票      |
| 2位  | スリムクラブ よしもとクリエイティブ・エージェンシー   | 4802 | 2005年        | 初進出            | 無印（ノーマーク）島人 | 3番        | 644点         | 1番      | 3票      |
| 3位  | パンクブーブー よしもとクリエイティブ・エージェンシー | 4820 | 2001年        | 2年連続 2回目     | （敗者復活組）         | 9番        | 668点 （4名） | 3番      | 0票      |
| 4位  | ピース よしもとクリエイティブ・エージェンシー         | 3036 | 2003年        | 初進出 ノーシード | 笑いのアーティスト     | 8番        | 629点         |          |          |
| 5位  | 銀シャリ よしもとクリエイティブ・エージェンシー       | 4792 | 2005年        | 初進出            | 昭和をまとった新世代   | 4番        | 627点         |          |          |
| 6位  | ナイツ マセキ芸能社                                   | 4816 | 2001年        | 3年連続 3回目     | 浅草の星               | 5番        | 626点         |          |          |
| 7位  | ハライチ ワタナベエンターテインメント                 | 4818 | 2005年 2006年 | 2年連続 2回目     | 進化するムチャぶり漫才 | 7番        | 620点         |          |          |
| 8位  | ジャルジャル よしもとクリエイティブ・エージェンシー   | 4797 | 2003年        | 初進出            | スーパールーキー       | 2番        | 606点         |          |          |
| 9位  | カナリア よしもとクリエイティブ・エージェンシー       | 4789 | 2003年        | 初進出            | 羽ばたけ!ラストイヤー  | 1番        | 592点         |          |          |

| 出番順 | コンビ名       | 得点計 | カウス | 宮迫 | 渡辺 | 大竹 | 南原 | 松本 | 紳助 |
| ------ | -------------- | ------ | ------ | ---- | ---- | ---- | ---- | ---- | ---- |
| 1      | カナリア       | 592    | 80     | 88   | 85   | 87   | 86   | 85   | 81   |
| 2      | ジャルジャル   | 606    | 79     | 90   | 87   | 89   | 88   | 87   | 86   |
| 3      | スリムクラブ   | 644    | 94     | 91   | 88   | 91   | 93   | 96   | 91   |
| 4      | 銀シャリ       | 627    | 92     | 93   | 87   | 89   | 89   | 90   | 87   |
| 5      | ナイツ         | 626    | 87     | 91   | 88   | 90   | 90   | 88   | 92   |
| 6      | 笑い飯         | 668    | 96     | 95   | 90   | 97   | 98   | 96   | 96   |
| 7      | ハライチ       | 620    | 88     | 90   | 90   | 90   | 89   | 86   | 87   |
| 8      | ピース         | 629    | 95     | 92   | 89   | 89   | 87   | 89   | 88   |
| 9      | パンクブーブー | 668    | 96     | 98   | 95   | 91   | 94   | 97   | 97   |

| 出番順 | コンビ名       | 得票数 | カウス | 宮迫 | 渡辺 | 大竹 | 南原 | 松本 | 紳助 |
| ------ | -------------- | ------ | ------ | ---- | ---- | ---- | ---- | ---- | ---- |
| 1      | スリムクラブ   | 3      | ★      | ★    |      |      |      |      | ★    |
| 2      | 笑い飯         | 4      |        |      | ★    | ★    | ★    | ★    |      |
| 3      | パンクブーブー | 0      |        |      |      |      |      |      |      |

備考
- この回から予選に準々決勝が新設された。
- 笑い飯が9年連続の決勝戦進出を果たした。
- この回のみ出場者のネタ披露中、画面左下に審査員の表情がワイプ画面で映し出されていた。
- 第7回（2007年）以来、3年ぶりに70点台の評点が出た（カウスがジャルジャルに評点した79点）。
- ファーストラウンドで笑い飯とパンクブーブーが同点となり、より高い点数をつけた審査員が多かったパンクブーブーを1位通過、笑い飯を2位通過とした。彼らが叩き出した平均95.43点（668 / 700点）は、歴代の敗者復活組と2位通過者の中でそれぞれ過去最高平均点である。
- 初めてファーストラウンド1位のコンビが最終決戦で3位となった（パンクブーブー）。また、最終決戦に進出した3組全てがファーストラウンドと異なる順位（笑い飯：2位→1位、スリムクラブ：3位→2位、パンクブーブー：1位→3位）になったのも初。
- 2年連続でファーストラウンド1位のコンビ（パンクブーブー）が最終決戦で票を獲得できなかった。
- 前年のNON STYLEと同様、前年王者のパンクブーブーが敗者復活戦で大井競馬場にいたため、前年度優勝者によるトロフィー返還が行われなかった。またパンクブーブーが挑戦者であることを考慮し、番組中のオートバックスのCMにはパンクブーブーを起用したものは放送されなかった。
- この回をもって一時大会が終了した。

### 第11回（2015年）
| 順位 | コンビ名             | ファースト | 最終決戦 |
| ---- | -------------------- | ---------- | -------- |
| 優勝 | トレンディエンジェル | 825点      | 6票      |
| 2位  | 銀シャリ             | 818点      | 2票      |
| 3位  | ジャルジャル         | 834点      | 1票      |
| 4位  | タイムマシーン3号    | 816点      |          |
| 5位  | スーパーマラドーナ   | 813点      |          |
| 6位  | 和牛                 | 806点      |          |
| 7位  | メイプル超合金       | 796点      |          |
| 8位  | 馬鹿よ貴方は         | 791点      |          |
| 9位  | ハライチ             | 788点      |          |

### 第12回（2016年）
| 順位 | コンビ名           | ファースト | 最終決戦 |
| ---- | ------------------ | ---------- | -------- |
| 優勝 | 銀シャリ           | 470点      | 3票      |
| 2位  | 和牛               | 469点      | 1票      |
| 3位  | スーパーマラドーナ | 459点      | 1票      |
| 4位  | さらば青春の光     | 448点      |          |
| 5位  | アキナ             | 446点      |          |
| 6位  | ハライチ           | 446点      |          |
| 7位  | カミナリ           | 441点      |          |
| 8位  | スリムクラブ       | 441点      |          |
| 9位  | 相席スタート       | 436点      |          |

### 第13回（2017年）
| 順位 | コンビ名           | ファースト | 最終決戦 |
| ---- | ------------------ | ---------- | -------- |
| 優勝 | とろサーモン       | 645点      | 4票      |
| 2位  | 和牛               | 653点      | 3票      |
| 3位  | ミキ               | 650点      | 0票      |
| 4位  | スーパーマラドーナ | 640点      |          |
| 4位  | かまいたち         | 640点      |          |
| 6位  | ジャルジャル       | 636点      |          |
| 7位  | さや香             | 628点      |          |
| 8位  | ゆにばーす         | 626点      |          |
| 9位  | カミナリ           | 618点      |          |
| 10位 | マヂカルラブリー   | 607点      |          |

### 第14回（2018年）
| 順位 | コンビ名           | ファースト | 最終決戦 |
| ---- | ------------------ | ---------- | -------- |
| 優勝 | 霜降り明星         | 662点      | 4票      |
| 2位  | 和牛               | 656点      | 3票      |
| 3位  | ジャルジャル       | 648点      | 0票      |
| 4位  | ミキ               | 638点      |          |
| 5位  | かまいたち         | 636点      |          |
| 6位  | トム・ブラウン     | 633点      |          |
| 7位  | スーパーマラドーナ | 617点      |          |
| 8位  | ギャロップ         | 614点      |          |
| 9位  | 見取り図           | 606点      |          |
| 10位 | ゆにばーす         | 594点      |          |

### 第15回（2019年）
| 順位 | コンビ名       | ファースト | 最終決戦 |
| ---- | -------------- | ---------- | -------- |
| 優勝 | ミルクボーイ   | 681点      | 6票      |
| 2位  | かまいたち     | 660点      | 1票      |
| 3位  | ぺこぱ         | 654点      | 0票      |
| 4位  | 和牛           | 652点      |          |
| 5位  | 見取り図       | 649点      |          |
| 6位  | からし蓮根     | 639点      |          |
| 7位  | オズワルド     | 638点      |          |
| 8位  | すゑひろがりず | 637点      |          |
| 9位  | インディアンス | 632点      |          |
| 10位 | ニューヨーク   | 616点      |          |

### 第16回（2020年）
| 順位 | コンビ名         | ファースト | 最終決戦 |
| ---- | ---------------- | ---------- | -------- |
| 優勝 | マヂカルラブリー | 649点      | 3票      |
| 2位  | おいでやすこが   | 658点      | 2票      |
| 3位  | 見取り図         | 648点      | 2票      |
| 4位  | 錦鯉             | 643点      |          |
| 5位  | ニューヨーク     | 642点      |          |
| 5位  | オズワルド       | 642点      |          |
| 7位  | インディアンス   | 625点      |          |
| 8位  | アキナ           | 622点      |          |
| 9位  | ウエストランド   | 622点      |          |
| 10位 | 東京ホテイソン   | 617点      |          |

### 第17回（2021年）
| 順位 | コンビ名           | ファースト | 最終決戦 |
| ---- | ------------------ | ---------- | -------- |
| 優勝 | 錦鯉               | 655点      | 5票      |
| 2位  | オズワルド         | 665点      | 1票      |
| 3位  | インディアンス     | 655点      | 1票      |
| 4位  | ロングコートダディ | 649点      |          |
| 5位  | もも               | 645点      |          |
| 6位  | 真空ジェシカ       | 638点      |          |
| 6位  | ゆにばーす         | 638点      |          |
| 8位  | モグライダー       | 637点      |          |
| 9位  | ハライチ           | 636点      |          |
| 10位 | ランジャタイ       | 628点      |          |

### 第18回（2022年）
| 順位 | コンビ名           | ファースト | 最終決戦 |
| ---- | ------------------ | ---------- | -------- |
| 優勝 | ウエストランド     | 659点      | 6票      |
| 2位  | さや香             | 667点      | 1票      |
| 3位  | ロングコートダディ | 660点      | 0票      |
| 4位  | 男性ブランコ       | 650点      |          |
| 5位  | 真空ジェシカ       | 647点      |          |
| 5位  | ヨネダ2000         | 647点      |          |
| 7位  | オズワルド         | 639点      |          |
| 8位  | カベポスター       | 634点      |          |
| 9位  | キュウ             | 620点      |          |
| 10位 | ダイヤモンド       | 616点      |          |

### 第19回（2023年）
| 順位 | コンビ名         | ファースト | 最終決戦 |
| ---- | ---------------- | ---------- | -------- |
| 優勝 | 令和ロマン       | 648点      | 4票      |
| 2位  | ヤーレンズ       | 656点      | 3票      |
| 3位  | さや香           | 659点      | 0票      |
| 4位  | マユリカ         | 645点      |          |
| 5位  | 真空ジェシカ     | 643点      |          |
| 6位  | カベポスター     | 635点      |          |
| 7位  | モグライダー     | 632点      |          |
| 8位  | ダンビラムーチョ | 631点      |          |
| 9位  | シシガシラ       | 627点      |          |
| 10位 | くらげ           | 620点      |          |

### 第20回（2024年）
| 順位 | コンビ名       | ファースト | 最終決戦 |
| ---- | -------------- | ---------- | -------- |
| 優勝 | 令和ロマン     | 850点      | 5票      |
| 2位  | バッテリィズ   | 861点      | 3票      |
| 3位  | 真空ジェシカ   | 849点      | 1票      |
| 4位  | エバース       | 848点      |          |
| 5位  | ヤーレンズ     | 825点      |          |
| 6位  | トム・ブラウン | 823点      |          |
| 7位  | ダイタク       | 820点      |          |
| 7位  | マユリカ       | 820点      |          |
| 9位  | ジョックロック | 819点      |          |
| 10位 | ママタルト     | 812点      |          |

## 各種記録等
- 「決勝戦進出」は「敗者復活枠」による敗者復活組も含む。
- 同記録に複数の保持者がいる場合は達成順に記載。
- 得点は回によって審査員の人数が異なるため審査員一人あたりの平均点を優先する。
- 年齢に関する記述はいずれも達成した大会の決勝戦放送日を基準に記載。

| 項目                                     | 記録                    | 記録保持者                                                | 放送回         |
| ---------------------------------------- | ----------------------- | --------------------------------------------------------- | -------------- |
| 最多優勝回数                             | 2回                     | 令和ロマン                                                | 第19,20回      |
| 最多連続優勝回数                         | 2年連続                 | 令和ロマン                                                | 第19,20回      |
| 最多決勝戦進出回数                       | 9回                     | 笑い飯                                                    | 第2-10回       |
| 最多連続決勝戦進出回数                   | 9年連続                 | 笑い飯                                                    | 第2-10回       |
| 最多ファーストラウンド1位通過回数        | 2回                     | フットボールアワー                                        | 第2,3回        |
| 最多ファーストラウンド1位通過回数        | 2回                     | さや香                                                    | 第18,19回      |
| 最多連続ファーストラウンド1位通過回数    | 2年連続                 | フットボールアワー                                        | 第2,3回        |
| 最多連続ファーストラウンド1位通過回数    | 2年連続                 | さや香                                                    | 第18,19回      |
| 最終決戦進出回数                         | 5回                     | 笑い飯                                                    | 第2,3,5,9,10回 |
| 最多連続最終決戦進出回数                 | 3年連続                 | 麒麟                                                      | 第4-6回        |
| 最多連続最終決戦進出回数                 | 3年連続                 | 和牛                                                      | 第12-14回      |
| 最多敗者復活戦復活回数                   | 2回                     | 和牛                                                      | 第12,15回      |
| 決勝戦進出から返り咲きまでの最長記録     | 6大会ぶり               | キングコング                                              | 第1回→第7回    |
| 決勝戦進出から返り咲きまでの最長記録     | 6大会ぶり               | タイムマシーン3号                                         | 第5回→第11回   |
| 決勝戦進出から返り咲きまでの最長記録     | 6大会ぶり               | トム・ブラウン                                            | 第14回→第20回  |
| 結成から優勝までの最長記録               | 15年5か月               | とろサーモン                                              | 第13回         |
| 結成から決勝戦進出までの最長記録         | 15年5か月               | とろサーモン                                              | 第13回         |
| 結成から優勝までの最短記録               | 4年8か月                | フットボールアワー                                        | 第3回          |
| 結成から決勝戦進出までの最短記録         | 1年4か月                | おいでやすこが                                            | 第16回         |
| 最長芸歴優勝記録                         | 26年                    | 長谷川雅紀（錦鯉）                                        | 第17回         |
| 最長芸歴決勝戦進出記録                   | 26年                    | 長谷川雅紀（錦鯉）                                        | 第17回         |
| 最短芸歴優勝記録                         | 5年8か月                | 令和ロマン                                                | 第19回         |
| 最短芸歴決勝戦進出記録                   | 2年                     | キングコング                                              | 第1回          |
| 最年長優勝記録                           | 50歳142日               | 長谷川雅紀（錦鯉）                                        | 第17回         |
| 最年長決勝戦進出記録                     | 50歳142日               | 長谷川雅紀（錦鯉）                                        | 第17回         |
| 最年少優勝記録                           | 25歳329日               | 粗品（霜降り明星）                                        | 第14回         |
| 最年少決勝戦進出記録                     | 18歳99日                | 安田善紀（りあるキッズ）                                  | 第3回          |
| ファーストラウンド最高平均点             | 97.29点 （681 / 700点） | ミルクボーイ                                              | 第15回         |
| ファーストラウンド最低平均点             | 69.00点 （483 / 700点） | チュートリアル                                            | 第1回          |
| 最終決戦進出ボーダー最高平均点           | 94.33点 （849 / 900点） | 真空ジェシカ                                              | 第20回         |
| ファーストラウンド敗退ボーダー最高平均点 | 94.22点 （848 / 900点） | エバース                                                  | 第20回         |
| ボーダーライン間の最大平均点差           | 5.43点 （38 / 700点）   | 3位：トータルテンボス（646点） 4位：ハリセンボン（608点） | 第7回          |
| ボーダーライン間の最小平均点差           | 0.11点 （1 / 900点）    | 3位：真空ジェシカ（849点） 4位：エバース（848点）         | 第20回         |

決勝戦進出回数
- 4回以上進出のコンビを記載。

| 進出回数 | コンビ名           | 放送回          |
| -------- | ------------------ | --------------- |
| 9回      | 笑い飯             | 第2-10回        |
| 5回      | 麒麟               | 第1,3-6回       |
| 5回      | 和牛               | 第11-15回       |
| 5回      | ハライチ           | 第9-12,17回     |
| 4回      | フットボールアワー | 第1-3,6回       |
| 4回      | 千鳥               | 第3-5,7回       |
| 4回      | ジャルジャル       | 第10,11,13,14回 |
| 4回      | スーパーマラドーナ | 第11-14回       |
| 4回      | オズワルド         | 第15-18回       |
| 4回      | 真空ジェシカ       | 第17-20回       |

歴代平均点ランキング
- 平均94点以上獲得したコンビを記載。太字はその年で優勝したコンビ。

| 順位 | 平均点（得点 / 満点） | コンビ名           | 放送回 |
| ---- | --------------------- | ------------------ | ------ |
| 1位  | 97.29（681 / 700）    | ミルクボーイ       | 第15回 |
| 2位  | 96.14（673 / 700）    | アンタッチャブル   | 第4回  |
| 3位  | 95.67（861 / 900）    | バッテリィズ       | 第20回 |
| 4位  | 95.43（668 / 700）    | 笑い飯             | 第9回  |
| 4位  | 95.43（668 / 700）    | 笑い飯             | 第10回 |
| 4位  | 95.43（668 / 700）    | パンクブーブー     | 第10回 |
| 7位  | 95.29（667 / 700）    | さや香             | 第18回 |
| 8位  | 95.00（665 / 700）    | オズワルド         | 第17回 |
| 9位  | 94.86（664 / 700）    | チュートリアル     | 第6回  |
| 10位 | 94.71（663 / 700）    | フットボールアワー | 第3回  |
| 11位 | 94.57（662 / 700）    | 霜降り明星         | 第14回 |
| 12位 | 94.44（850 / 900）    | 令和ロマン         | 第20回 |
| 13位 | 94.33（849 / 900）    | 真空ジェシカ       | 第20回 |
| 14位 | 94.29（660 / 700）    | かまいたち         | 第15回 |
| 14位 | 94.29（660 / 700）    | ロングコートダディ | 第18回 |
| 16位 | 94.22（848 / 900）    | エバース           | 第20回 |
| 17位 | 94.14（659 / 700）    | ブラックマヨネーズ | 第5回  |
| 17位 | 94.14（659 / 700）    | ウエストランド     | 第18回 |
| 17位 | 94.14（659 / 700）    | さや香             | 第19回 |
| 20位 | 94.00（470 / 500）    | 銀シャリ           | 第12回 |
| 20位 | 94.00（658 / 700）    | おいでやすこが     | 第16回 |

## 用語
ダークホース（麒麟枠）
ノーマークで決勝戦まで勝ち上がってきた無名の決勝戦初進出コンビのこと。番組内の紹介VTRもしくは出場者キャッチコピーで「ダークホース」「無印（ノーマーク）」「謎のコンビ」などと呼ばれたコンビを指す。「麒麟枠」という通称は、第1回の決勝戦進出コンビで一番無名と言われていた麒麟が由来である。大会復活後は決勝戦初進出という理由のみでダークホースとみなされることが多い。

ラストイヤー
M-1出場による優勝がラストチャンスであること。第2回（2002年）までは「結成10年目（結成9年）」、第3回（2003年）から第9回（2009年）までは「結成10年（結成11年目）」のコンビが該当するが、当時は基準となる月が明記されていなかった。第10回（2010年）では大会自体の（一時）終了により全組、第11回（2015年）以降は「1月を基準として結成15年（16年目）」のコンビが該当する。

返り咲き
決勝戦進出を経験したが、その後の大会では予選落ちまたは欠場し、さらに後の大会で再度決勝戦に勝ち上がること。第3回（2003年）での麒麟のキャッチコピーが由来である。複数回の返り咲きを経験したコンビは未だに出ておらず、井口浩之（ウエストランド）はインタビューで「連続出場より返り咲く方が大変」と語っている。

完全優勝
ファーストラウンドで1位通過し、さらに最終決戦で審査員全員からの得票を集め、優勝すること。現時点で完全優勝を達成したのは第6回（2006年）のチュートリアルのみ。

「俺たちが一番おもしろい」枠
オープニングVTRの終盤部分において、ナレーションの「俺たちが一番おもしろい」の、「おもしろい」の部分で映る芸人のこと。M-1ファンの間ではこの部分に誰が登場するのかが毎年話題となる。
記念大会となった第20回（2024年）においては、このフレーズを引用した「お前たちが一番おもしろい。」を決勝キャッチコピーとして採用している。

## 放送日時・視聴率
- 平均視聴率はビデオリサーチ調べ、世帯・リアルタイム。赤数字は最高視聴率、青数字は最低視聴率。

| 回 | 放送日         | 放送時間      | 放送時間      | 視聴率 | 視聴率 | 視聴率 |
| 回 | 放送日         | 敗者復活戦    | 決勝戦        | 関東   | 関西   | 出典   |
| -- | -------------- | ------------- | ------------- | ------ | ------ | ------ |
| 1  | 2001年12月25日 | -             | 18:30 - 20:54 | 9.0%   | 21.6%  |        |
| 2  | 2002年12月29日 | -             | 18:56 - 20:54 | 10.9%  | 17.5%  |        |
| 3  | 2003年12月28日 | -             | 18:56 - 20:54 | 10.7%  | 20.6%  |        |
| 4  | 2004年12月26日 | -             | 18:30 - 20:54 | 11.0%  | 18.0%  |        |
| 5  | 2005年12月25日 | -             | 18:30 - 20:54 | 12.6%  | 22.4%  |        |
| 6  | 2006年12月24日 | -             | 18:30 - 20:54 | 18.0%  | 31.1%  |        |
| 7  | 2007年12月23日 | -             | 18:30 - 20:54 | 18.6%  | 30.4%  |        |
| 8  | 2008年12月21日 | -             | 18:30 - 20:54 | 23.7%  | 35.0%  |        |
| 9  | 2009年12月20日 | 16:00 - 17:25 | 18:30 - 20:54 | 20.6%  | 30.3%  |        |
| 10 | 2010年12月26日 | 16:00 - 17:25 | 18:30 - 20:54 | 18.7%  | 23.4%  |        |
| 11 | 2015年12月6日  | 14:35 - 16:30 | 18:30 - 21:00 | 17.2%  | 21.4%  |        |
| 12 | 2016年12月4日  | 14:35 - 16:30 | 18:30 - 21:00 | 13.5%  | 23.8%  |        |
| 13 | 2017年12月3日  | 14:35 - 16:30 | 18:57 - 22:10 | 15.4%  | 24.0%  |        |
| 14 | 2018年12月2日  | 14:30 - 16:25 | 18:34 - 22:00 | 17.8%  | 28.2%  | [ 65 ] |
| 15 | 2019年12月22日 | 14:00 - 16:25 | 18:34 - 22:10 | 17.2%  | 26.7%  | [ 66 ] |
| 16 | 2020年12月20日 | 15:00 - 17:25 | 18:34 - 22:10 | 19.8%  | 29.6%  | [ 67 ] |
| 17 | 2021年12月19日 | 15:00 - 17:25 | 18:34 - 22:10 | 18.5%  | 28.8%  | [ 68 ] |
| 18 | 2022年12月18日 | 15:00 - 17:25 | 18:34 - 22:10 | 17.9%  | 30.1%  | [ 69 ] |
| 19 | 2023年12月24日 | 15:00 - 18:30 | 18:30 - 22:10 | 17.2%  | 28.0%  | [ 70 ] |
| 20 | 2024年12月22日 | 15:00 - 18:30 | 18:30 - 22:10 | 18.0%  | 25.5%  | [ 71 ] |

## 関連商品

### DVD
製作・発売はABCフロンティア、販売はよしもとミュージックが担当。DISC1には生放送された決勝戦の模様、DISC2には敗者復活戦のネタをまとめたものや、優勝記者会見などの特典映像が収録されている。
DVDのジャケットは表面にその年の優勝コンビの写真が大々的に貼られ、裏面ではその年の決勝戦に進出した全組の写真が貼られている。なお、2010年大会のDVDまではその年の敗者復活戦勝者の写真のみ「?」マークが重ねられており、コンビ名も伏せられていたが、2015年大会以降のDVDでは敗者復活戦勝者も「?」マーク無しでコンビ名も普通に載せられている。
必ずしもすべての決勝ネタが網羅されているわけではなく、権利関係（ネタ中で歌われている楽曲の著作権など）がクリアできないものなどについては部分的にカット、もしくは消音となる場合がある。2016年の銀シャリのファーストラウンドなど、全体で楽曲を使用しているものではネタ全体がカットされたものもある。
| 発売日         | タイトル                                                                 | 規格品番        |
| -------------- | ------------------------------------------------------------------------ | --------------- |
| 2003年12月17日 | M-1グランプリ2001完全版〜そして伝説は始まった〜                          | YRBY-50010 - 11 |
| 2003年12月17日 | M-1グランプリ2002完全版〜その激闘のすべて〜                              | YRBY-50012 - 13 |
| 2004年7月14日  | M-1グランプリ2003完全版〜M-1戦士の熱き魂〜                               | YRBY-50017 - 18 |
| 2005年4月27日  | M-1グランプリ2004完全版〜いざ!M-1戦国時代へ"東京勢の逆襲"〜              | YRBY-50025 - 26 |
| 2006年4月26日  | M-1グランプリ2005完全版〜本命なきクリスマス決戦!"新時代の幕開け"〜       | YRBY-50040 - 41 |
| 2007年3月19日  | M-1グランプリ2006完全版 史上初!新たなる伝説の誕生〜完全優勝への道〜      | YRBY-50074 - 75 |
| 2008年3月19日  | M-1グランプリ2007完全版 敗者復活から頂上（てっぺん）へ〜波乱の完全記録〜 | YRBY-90032 - 33 |
| 2009年3月31日  | M-1グランプリ2008完全版 ストリートから涙の全国制覇!!                     | YRBY-90116 - 17 |
| 2010年3月31日  | M-1グランプリ2009完全版 100点満点と連覇を超えた9年目の栄光               | YRBY-90216 - 17 |
| 2011年3月30日  | M-1グランプリ2010完全版〜最後の聖戦!無冠の帝王vs最強の刺客〜             | YRBY-90367 - 68 |
| 2016年12月2日  | M-1グランプリ2015完全版 5年分の笑撃〜地獄からの生還…再び〜               | YRBN-91035 - 36 |
| 2017年7月26日  | M-1グランプリ2016 伝説の死闘!〜魂の最終決戦〜                            | YRBN-91134 - 35 |
| 2018年5月23日  | M-1グランプリ2017 人生大逆転!〜崖っぷちのラストイヤー〜                  | YRBN-91212 - 13 |
| 2019年5月29日  | M-1グランプリ2018〜若き伏兵はそこにいた〜                                | YRBN-91292 - 93 |
| 2020年6月3日   | M-1グランプリ2019〜史上最高681点の衝撃〜                                 | YRBN-91384 - 85 |
| 2021年6月16日  | M-1グランプリ2020〜漫才は止まらない!〜                                   | YRBN-91450 - 51 |
| 2022年6月8日   | M-1グランプリ2021 大漫才時代〜人生、変えてくれ〜                         | YRBN-91507 - 8  |
| 2023年6月14日  | M-1グランプリ2022〜新時代!漫才を塗り替えろ。〜                           | YRBN-91557 - 58 |
| 2024年6月26日  | M-1グランプリ2023〜『爆笑が、爆発する。』〜                              | YRBN-91593 - 4  |
| 2025年10月8日  | M-1グランプリ2024～20回目、1万組の〝夢の入口″～                          | YRBN-91618 - 9  |

#### スピンオフ
『M-1グランプリ2020』DISC2の特典映像に未公開映像を加えた完全版。
| 発売日        | タイトル                                                              | 規格品番   |
| ------------- | --------------------------------------------------------------------- | ---------- |
| 2021年8月18日 | M-1グランプリ2020 スピンオフ マヂカルラブリー漫才論争へのアンサーLIVE | YRBN-91468 |

#### ベスト版
決勝戦で披露されたネタを3年分収録したものや、2007年に初回限定生産でリリースしたDVD-BOX、2011年にリリースしたM-1グランプリ10周年を記念したDVDがある。
| 発売日         | タイトル                                             | 規格品番                                              |
| -------------- | ---------------------------------------------------- | ----------------------------------------------------- |
| 2007年12月10日 | M-1グランプリ the BEST 2001〜2003                    | YRBY-90010                                            |
| 2007年12月10日 | M-1グランプリ the BEST 2004〜2006                    | YRBY-90011                                            |
| 2007年12月10日 | M-1グランプリ the BEST 2001〜2006 DVD BOX            | YRBX-602（初回限定生産）                              |
| 2010年07月21日 | M-1グランプリ the BEST 2007〜2009                    | （通常版）YRBY-90266 （初回限定生産版）YRBY-90264 - 5 |
| 2011年3月9日   | M-1グランプリ the FINAL PREMIUM COLLECTION 2001-2010 | YRBY-90369 - 70                                       |

### 関連書籍
マイク一本、一千万 - ノンフィクション「M-1グランプリ2003」（2004年3月、ぴあ）
「M‐1グランプリ2003」に賭ける若手芸人1906組の日々を追ったノンフィクション本。著者は唐澤和也。
MANZAI ONE 〜M-1グランプリ2004 フォト・メモリアルブック〜（2005年2月1日、ぴあ）
「M-1グランプリ2004」予選開始から12/26の決勝戦までの3か月間を徹底密着取材し、舞台裏での漫才師たちの素顔を克明にとらえたヴィジュアル・ブック。
M-1完全読本 2001-2010（2011年2月10日、ワニブックス）
「M-1グランプリ」の10年史を、それまで撮りためた写真とインタビューなどで綴った1冊。

## 番組使用曲
番組内で使用される背景音楽は開催回によって異なり、これまでに使用された楽曲には次のようなものがある。特筆の無い場合は全ての回で使用。
- オープニング：
  - 地方予選の模様など：Navras - 映画『マトリックス レボリューションズ』より（第8回、第10回 - 第12回）
  - 決勝戦進出コンビ紹介など：彼こそが海賊 - 映画『パイレーツ・オブ・カリビアン/呪われた海賊たち』より（第7回 - ）
  - タイトルバックなど
    - キャバルリー - 映画『バトルフィールド・アース』より（第1回 - 第4回）
    - Back to the Future - 映画『バック・トゥ・ザ・フューチャー』より（第5回 - ）
- 審査員紹介：
  - 短い祝福 - PlayStation用ソフト『I.Q Final』より（第5回 - 第11回）
  - Back To Earth - 映画『スカイキャプテン ワールド・オブ・トゥモロー』より（第5回 - 第11回）
  - Thor Kills the Destroyer - 映画『マイティ・ソー』より（第12回）
- ルール説明など：End Credits - 映画『バック・トゥ・ザ・フューチャー PART3』より（第5回 - [注 106]）
- 笑神籤抽選：Three Little Birdies Down Beats - ケミカル・ブラザーズ（第13回 - ）
- ファーストラウンドネタ直前VTR：
  - SPIDER IN THE SKY - 布袋寅泰（第11回）
  - Invaders Must Die - ザ・プロディジー（第12回）
  - Can't Help Falling In Love - Hi-STANDARD（第13回 - 第15回、第18回 - ）
  - Jump - ヴァン・ヘイレン（第16回）[注 107]
  - Take on me - O Eight 5 Teens（第17回）
- ファーストラウンド演者登場：ザーグの惑星 - 映画『トイ・ストーリー2』より[注 108]
- 出囃子：
  - 敗者復活戦：
    - RAGE OF DUST - SPYAIR（第12回 - 第18回）
    - Big Show - ラッパ我リヤ（第19回 - ）

  - ファーストラウンド：Because We Can - ファットボーイ・スリム - 映画『ムーラン・ルージュ』より
  - 最終決戦：
    - Salute to Courage - サム・スペンス（英語版）（第1回 - 第17回）
    - Final Race - サム・スペンス（英語版）（第18回 - ）
- 採点・投票：パイプライン - 映画『007 ワールド・イズ・ノット・イナフ』より
- 最終決戦進出決定[注 109]：フラッグ・パレード - 映画『スター・ウォーズ エピソード1/ファントム・メナス』より
- 最終審査：Manta Squadron - 映画『スカイキャプテン ワールド・オブ・トゥモロー』より（第5回 - ）
- 優勝者決定：Fed net March - 映画『スターシップ・トゥルーパーズ』より
- 表彰式：スピットファイア 前奏曲 - ウィリアム・ウォルトン
- エンディング：スモーク・オン・ザ・ウォーター - ディープ・パープル[注 110]

## ネット局
| 放送対象地域   | 放送局                       | 系列                                         | 備考       |
| -------------- | ---------------------------- | -------------------------------------------- | ---------- |
| 近畿広域圏     | 朝日放送テレビ（ABC TV）     | テレビ朝日系列                               | 【制作局】 |
| 北海道         | 北海道テレビ（HTB）          | テレビ朝日系列                               | 同時ネット |
| 青森県         | 青森朝日放送（ABA）          | テレビ朝日系列                               | 同時ネット |
| 岩手県         | 岩手朝日テレビ（IAT）        | テレビ朝日系列                               | 同時ネット |
| 宮城県         | 東日本放送（khb）            | テレビ朝日系列                               | 同時ネット |
| 秋田県         | 秋田朝日放送（AAB）          | テレビ朝日系列                               | 同時ネット |
| 山形県         | 山形テレビ（YTS）            | テレビ朝日系列                               | 同時ネット |
| 福島県         | 福島放送（KFB）              | テレビ朝日系列                               | 同時ネット |
| 関東広域圏     | テレビ朝日（EX）             | テレビ朝日系列                               | 同時ネット |
| 新潟県         | 新潟テレビ21（UX）           | テレビ朝日系列                               | 同時ネット |
| 長野県         | 長野朝日放送（abn）          | テレビ朝日系列                               | 同時ネット |
| 静岡県         | 静岡朝日テレビ（SATV）       | テレビ朝日系列                               | 同時ネット |
| 石川県         | 北陸朝日放送（HAB）          | テレビ朝日系列                               | 同時ネット |
| 中京広域圏     | 名古屋テレビ（メ〜テレ/NBN） | テレビ朝日系列                               | 同時ネット |
| 広島県         | 広島ホームテレビ（HOME）     | テレビ朝日系列                               | 同時ネット |
| 山口県         | 山口朝日放送（yab）          | テレビ朝日系列                               | 同時ネット |
| 香川県・岡山県 | 瀬戸内海放送（KSB）          | テレビ朝日系列                               | 同時ネット |
| 愛媛県         | 愛媛朝日テレビ（eat）        | テレビ朝日系列                               | 同時ネット |
| 福岡県         | 九州朝日放送（KBC）          | テレビ朝日系列                               | 同時ネット |
| 長崎県         | 長崎文化放送（ncc）          | テレビ朝日系列                               | 同時ネット |
| 熊本県         | 熊本朝日放送（KAB）          | テレビ朝日系列                               | 同時ネット |
| 大分県         | 大分朝日放送（OAB）          | テレビ朝日系列                               | 同時ネット |
| 鹿児島県       | 鹿児島放送（KKB）            | テレビ朝日系列                               | 同時ネット |
| 沖縄県         | 琉球朝日放送（QAB）          | テレビ朝日系列                               | 同時ネット |
| 高知県         | テレビ高知（KUTV）           | TBS系列                                      | 遅れネット |
| 宮崎県         | テレビ宮崎（UMK）            | フジテレビ系列 日本テレビ系列 テレビ朝日系列 | 遅れネット |

## 関連イベント・番組
M-1グランプリ リターンズ
前年のM-1決勝戦進出コンビなどが出演するライブイベント。優勝コンビへの賞金授与式も行われる。1月末になんばグランド花月で開催され、2月に朝日放送で放送され（関西ローカル）他の系列局でも順次放送される。

M-1グランプリツアースペシャル
前年の決勝戦進出コンビを中心に、過去の決勝戦進出組や今後の決勝戦進出が期待されるコンビなどが出演し漫才を行うライブイベントツアー。全国の主要都市を回ってのツアーが繰り広げられる。

M-1グランプリ復活記念スペシャル 王者達の緊急サミット!（2015年11月29日）
決勝戦1週間前の11月29日 13:55 - 15:20（「サンデープレゼント」枠）に放送。アンタッチャブルを除く歴代M-1王者9組が集結し、裏話などを語り合う。

ラジオでウラ実況!M-1グランプリ（2015年 - ）
朝日放送ラジオ（ABCラジオ）で放送。決勝戦のサイマル生中継を組み込んだ特別番組。各回の出演者は以下の通り。
| 年     | 芸人など                | 芸人など     | 芸人など       | 芸人など    | アナウンサー |
| ------ | ----------------------- | ------------ | -------------- | ----------- | ------------ |
| 2015年 | メッセンジャー あいはら | 桂三度       | 畑中ふう       |             | 喜多ゆかり   |
| 2016年 | メッセンジャー あいはら | ユウキロック | こいで         | 八塚彩美    |              |
| 2017年 | メッセンジャー あいはら | ユウキロック | 西澤裕介       | 塚本麻里衣  |              |
| 2018年 | メッセンジャー あいはら | ユウキロック | こいで         | お〜い!久馬 | 喜多ゆかり   |
| 2019年 | メッセンジャー あいはら | ユウキロック | 林健           | お〜い!久馬 | 八塚彩美     |
| 2020年 | 石田明                  | 哲夫         | 橋本直         |             | 津田理帆     |
| 2021年 | 石田明                  | 哲夫         | 橋本直         | 斎藤真美    |              |
| 2022年 | 石田明                  | 笑い飯       |                | 斎藤真美    |              |
| 2023年 | 石田明                  | 哲夫         | ユースケ       | 鷲尾千尋    |              |
| 2024年 | ユースケ                | 橋本直       | 野田クリスタル | 鷲尾千尋    |              |

M-1打ち上げ（2017年 - ）
第13回（2017年）から始まった生配信番組。サントリーが協賛しており、同社のストロングゼロ（2024年は-196℃）を片手に、決勝戦を終えたばかりのメンバーを労う。幹事（司会）は千鳥（2021年はかまいたち、2024年はマヂカルラブリーと渋谷凪咲）が務める。

芸人人生 泥に咲く花（2018年5月27日）
朝日放送テレビのM-1優勝者特番。第13回（2017年）で優勝したとろサーモンに密着したドキュメンタリー。後のアナザーストーリーの前身にあたる番組。

M-1グランプリ アナザーストーリー（2018年 - ）
決勝戦進出者発表直後から大会が終わるまで、主に優勝者や準優勝者を密着する番組。結成直後の映像やプライベートまでも放送する。
第16回（2020年）からは「M-1アナザーストーリーに入りきらなかった超貴重映像」として、他の決勝戦進出コンビなどをメインにした4編のショート動画「アナザーアナザーストーリー」が、M-1公式X（旧Twitter）などで公開される。

M-1グランプリ アナザーストーリー（2018年12月27日）
関西ローカルで2018年12月27日 23:20 - 24:20に放送。番組中のサブタイトルは「あの日、人生が変わった」。最終決戦に進出した霜降り明星、和牛、ジャルジャルに加え、かまいたちにもスポットが当てられている。「ギャラクシー賞」テレビ部門2019年1月度月間賞受賞。

M-1グランプリ2019 アナザーストーリー（2020年1月11日）
関西ローカルで23:15 - 24:05に放送。番組中のサブタイトルは「漫才人生、果てなき道」。優勝したミルクボーイと、準優勝のかまいたちにスポットが当てられている。DVDでは特別版として、敗者復活組の和牛と、決勝戦初進出で3位になったぺこぱの密着も収録されている。

M-1グランプリ2020 アナザーストーリー（2020年12月30日）
テレビ朝日系列で16:30 - 18:00に放送。番組中のサブタイトルは「漫才師たち激闘の裏側」。最終決戦に進出したマヂカルラブリー、おいでやすこが、見取り図に加え、史上最年長のファイナリストとなった錦鯉・長谷川雅紀にもスポットが当てられている。

M-1グランプリ2021 アナザーストーリー（2021年12月27日）
テレビ朝日系列で23:15 - 24:15に放送。番組中のサブタイトルは「ライフ・イズ・ビューティフル」。大半のパートで優勝した錦鯉にスポットが当てられている他、決勝2位のオズワルドの密着も収録されている。

M-1グランプリ2022 アナザーストーリー（2022年12月26日）
テレビ朝日系列で23:15 - 24:15に放送。番組中のサブタイトルは「漫才新時代 魂の叫び」。大半のパートで優勝したウエストランドにスポットが当てられている他、決勝2位のさや香の密着も収録されている。

M-1グランプリ2023 アナザーストーリー（2024年1月14日〈13日深夜〉）
関西ローカルで0:00 - 1:00に放送。番組中のサブタイトルは「2つの漫才人生、1つの志」。前年度の敗者復活戦での共演を機にツーマンライブを開催しており、今大会でワンツーフィニッシュを飾った令和ロマンとヤーレンズにスポットが当てられ、密着映像以外に今大会後に新規に撮影したこの2組の対談の映像も使用されている。

M-1グランプリ2024 アナザーストーリー（2024年12月29日）
テレビ朝日系列で22:30 - 23:24に放送。番組中のサブタイトルは「夢の終わりと始まり」。史上初の2連覇を成し遂げた令和ロマンと、決勝戦初進出で2位になったバッテリィズ（主にエース）にスポットが当てられ、密着映像以外に今大会後に新規に撮影したインタビュー映像も使用されている。

速報！M－1ネクストデイ 王者誕生までの舞台裏（2023年12月25日）
テレビ朝日系列で20:00 - 21:54に放送。生放送でファイナリストとともに前日の決勝戦を振り返る番組。決勝戦と同様に今田耕司が司会を担当した。

M-1グランプリ 世界最速大反省会（2018年 - ）

M-1アフター座談会（2019年 - ）

街ブラ-1グランプリ（2020年 - ）
千鳥がMCを務める『相席食堂』（朝日放送テレビ）の特別企画。M-1グランプリで決勝戦に残ったコンビが1組ずつロケへ臨んだ映像に、千鳥の2人が点数を付けて審査する。

キラリと光るマヂカルスターを探せ!（2021年 - ）
2021年・2022年はYouTube、2023年からはLeminoで配信。1回戦で異色のネタを披露した「マヂカルスター」に対し、同じく異色のネタで優勝し「漫才論争」を巻き起こしたマヂカルラブリーがコメントする。
2019年にYouTubeで配信された「霜降り明星のM-1キラ☆アワード」の後継番組にあたる。

東野幸治プレゼンツ ドラマ アマチュアたちのM-1グランプリ（2022年11月12日・11月19日、2023年12月17日）
M-1グランプリ決勝戦のサイマル放送を実施している朝日放送ラジオが、「『M-1グランプリ』公式スピンオフ企画」として2週にわたって関西ローカルで放送した特別番組（放送時間は両日とも20:30 - 21:30）。M-1グランプリの参加者の半分以上を占めているアマチュアの漫才師から、「つまようじ」と変ホ長調が漫才やM-1グランプリへの挑戦を始めたきっかけに焦点を当てたうえで、本人たちに対する東野幸治のインタビューや漫才の音源を交えていた。
1週目（11月12日放送分）ではつまようじ、2週目（同月19日放送分）では変ホ長調を取り上げ、両日とも実話に基づくドラマパートに北村有起哉と松本若菜が出演。M-1グランプリにまつわる実話のラジオドラマ化は初めてで、東野自身は2021年までM-1グランプリに一切関与していなかったが、この番組では「アマチュア応援団長」として2週ともMCを務めている。また、2週目には南海キャンディーズのしずちゃんも登場。
2023年にも前年に引き続き本企画が放送された。題材となったのは、目が見えない男の子と母親の親子コンビ「おちゃのは」である。前年に引き続き、東野がアマチュア応援団長を務め、ドラマ内に北村有起哉と松本若菜が出演した。